# 三菱・ランサーエボリューション
ランサーエボリューション（英語: LANCER Evolution）は、三菱自動車工業が生産・販売していたセダン型、およびステーションワゴン型のスポーツカー（自動車）である。

## 概要
ギャランVR-4（E39A型）に代わる世界ラリー選手権（WRC）のホモロゲーション取得用の車両として、小型車「ランサー」の車体に2.0 Lのターボエンジンを搭載した横置きFFベースの四輪駆動スポーツモデルである。通称はランエボで、単にエボと呼ばれたり、世代を明確に識別するためにエボ○（○は数字が入る）と呼ばれることもある。
エボI - III、エボIV - VI、エボVII - IX、エボXでそれぞれ基本となる車体が異なっており、それぞれ第1 - 第4世代に分類される。グレード体系は快適装備を備えた「GSR」と、快適装備や電子制御を省いた競技用ベースの「RS」の2種類を中心に展開された（エボVIIおよびエボワゴンではAT仕様の「GT-A」、エボIXでは中間グレードの「GT」、エボXでは豪華仕様の「GSRプレミアム」を追加でラインナップ）。また、エボVIIIからは日本国外へ正式に輸出が開始されるなど、日本国内外における三菱自動車のイメージリーダーの一つとして捉えられていた。
日本国内外を問わず高い人気を誇る一方、車両盗難に遭う例も多く、エボVIII以降はイモビライザーが標準装備された。中古車市場においてもプレミアム価格で取引されることが多く、2021年にイギリスで行われたオークションでは、エボVI T.M.E.が歴代最高額となる£100,100（日本円で1,521万円）で落札された。これは、2017年に米国で落札されたエボⅨの£99,000を上回る額であり、ランサーシリーズの取引額としては世界最高記録となった。 また、翌2022年には新車価格の7倍に相当する2,305万円で落札された個体も出現している
1980年代のWRCのグループB規定において、市販車のベース車両に車両規定範囲内で様々な改造を施し、再度ホモロゲーションを次の年に取得しデビューさせる際、20台の生産で「エボリューションモデル」の認定をしていた（アウディ、シトロエン、プジョーなど）。しかし、グループAではレース用車両のみ500台の追加生産でエボリューションモデルとして公認されていた（日産・スカイラインGTS-R、トヨタ・スープラターボAなど）が、ラリー用車両では認められていなかった。この車の呼称は「ランサーエボリューション」であるが、厳密には「エボリューションモデル」でなく、公認申請をする度に2,500台（1993年以降のグループA最低生産台数）を生産・販売していた。2001年のWRC規定の変更以降、ランサーGSRのエボリューションモデルである認定は得られなかったものの車名はそのままとされ、グループNなど他のモータースポーツカテゴリで活躍した。

## 開発経緯
1989年、当時ギャランVR-4でラリーに参戦していた三菱の社内で、後継車として次期 (7代目) ギャラン VR-4と4代目ランサー 1800GSRが候補に挙げられた。4代目ランサーは4G93 1.8 Lエンジンを最大として開発しており、そこに4G63 2.0 Lエンジンを載せることは支持を得られず、いったんはギャランに内定した。しかし、ギャランをサイズ、整備性などの理由から不適と考えた一部の社員は社外でプロトタイプを製作し、社内を説得した。結果、ランサーをベースにした競技ベース車「ランサーエボリューション」は正式に認められることとなる。

## ランサーエボリューション（1992年）
1992年9月発売。型式名“E-CD9A”。通称“エボI”。キャッチコピーは“スポーツセダンの最高位へ。”。
シリーズ初代モデル。競技ベース車のRSで1170 kgの軽量ボディに250 psのエンジンを搭載し、当時の一般販売車両として異例のパワーウェイトレシオ（4.8 kg/ps 以下）を示す車両であり、この数値はGT-R（BNR32）をも凌駕するものであった。
WRCの出場資格を取得するため、ランサー1800GSRをベースに、E39A型ギャランVR-4の4G63型ターボエンジンとドライブトレインを移植されて開発された。ボディはランサーシリーズ中で最も剛性の高いボディを使っていた中近東向けのタクシー専用車両にスポット増しを施し、バルクヘッドから前をほとんど変更してエンジンを積んだ:81。しかし、もともと開発期間が1年ほどしか無く、しかもタイヤサイズについて「ベース車両のサイズが基本」とされたため、1インチのサイズアップが限界であった。結局国際自動車連盟（FIA） のホモロゲーション取得のための間に合わせ感が強く、また十分な走行テストを実施できたとはいえずに発売されたため、異常ともいえるフロントヘビー傾向を持ち、さらに4WDに見られるアンダーステア傾向が強く、不評であった。
生産についてもホモロゲーションのためであり、そういった販売に疑問が残るような車両であったこともあり、テレビCMや店頭での告知などは一切しなかった。2,500台の限定車で積極的にディーラーで紹介されない販売姿勢だったにも関わらず、発売開始わずか3日で完売した。それを受けて2,500台が追加販売されたが、それでも注文をさばききれず、最終的には7,628台が販売された。
なお、車名の候補として、他に「ランサーターボ」「ランサーレボリューション」などが挙げられていた。また当初は一代限りの限定モデルの予定だったため、車名は「ランサーエボリューション I（）」ではなく単に「ランサーエボリューション」と呼ぶのが正しいが、IIの発売以後は三菱の社内でも正式に「エボI」が略称となった（レトロニム）。
用意されたボデーカラーは、スコーティアホワイト、グレースシルバー、コルトンレッド、ピレネーブラック、サンタムールグリーン。
WRC Gr.Aにワークス参戦したのは1993年第1戦ラリー・モンテカルロから1994年第3戦サファリラリーまでの8戦で、初戦ではケネス・エリクソンが4位入賞、最高順位は1993年第13戦RACラリーと1994年第3戦サファリラリーの第2位であった:82。

## ランサーエボリューションII（1994年）
1994年1月発売。型式名“E-CE9A”。通称“エボII”。キャッチコピーは“またも、最強へと進化をとげた。”。
前モデルの問題点を洗い出し、時間をかけて走行テストして、大幅に改良した。不評を買った足回りをメンバーごと全て変更し、鍛造スチールロアアームなどの採用、ホイールベースおよびトレッドの拡大を図った。ボディ剛性の向上、ミッションのローギアード化、リアに機械式LSDの採用、タイヤサイズの適正化（エボI 195/55R15→エボII 205/60R15）、エンジン内部と吸排気の改良などが行われ、出力は260 PSに向上した。外観に大きな変更はないが、走行性能は大幅に改善された。
元々ラリーおよびダートトライアルなどの悪路での競技場面を想定した車両であり、グラベル用ラリータイヤが15インチまでであったこともあり、ブレーキやタイヤは大型化されなかった。しかし、ターマックラリーやサーキットにおいては、出力に対してブレーキやタイヤの容量が不足する傾向が強い。これはエボIIIとエボIVでも同様であった。後にエボVで大幅なタイヤサイズの拡大とブレーキの強化が行われこの問題は解消し、舗装路でのアマチュア競技などでも好成績が見られるようになった。
用意されたボデーカラーは、スコーティアホワイト、クイーンズシルバー、モナコレッド、ピレネーブラック、ムーンライトブルー。
WRC Gr.Aに1994年第5戦アクロポリス・ラリーから1995年第2戦スウェディッシュ・ラリーまでの5戦に参戦し、1995年第2戦スウェディッシュ・ラリーにはランサーエボリューションシリーズとして初優勝を飾った。

## ランサーエボリューションIII（1995年）
1995年1月発売。型式名“E-CE9A”。通称“エボIII”。キャッチコピーは“進化は、とまらない。”。
エボIIの基本車体構造には変更なく、エンジンの冷却性能や空力性能の向上のみを目的に開発された。市販車では異例の大型のリアウイングや、開口部の大きいフロントバンパーを備える。
外装だけでなくエンジンにも改良が加えられ、出力を270 PSまで向上させた。しかし大幅な出力向上のため、比較的高い圧縮比（ターボエンジンの平均的な圧縮比が8 - 8.5、エボIIIの圧縮比は9）を採用した結果、少しブーストアップするだけでもヘッド抜けなどのトラブルが発生しやすくなった。対策として、エボIIのピストン（後にエボIX用ピストン）を流用し圧縮比を下げ、カムシャフトを交換することで、オーバーラップを大きく取って圧縮圧力を逃がすなどをする場合もある。
エボIやエボIIと比べ派手なエクステリアで第1世代の完成形といえるモデルであり、WRCで初めてチャンピオンをとった車両でもあることから、歴代ランエボの中でも一定の人気がある。
エボIIIからターボラグの解消を目的として、2次エア供給システム（PCCS）が搭載されている。しかし、WRCでの使用を目的としたシステムであり、WRCの規定上、市販車にも同様の機構を搭載する必要があるため搭載されたもので、市販車ではほんの僅かしか動作しないように設定されている（ECUによる動作制御）。大径タービンを搭載するエボIIIには、特に有効なシステムであった。
用意されたボデーカラーは、スコーティアホワイト、クイーンズシルバー、モナコレッド、ピレネーブラック、ダンデライオンイエロー。
WRC Gr.Aに1995年第4戦ツール・ド・コルスから1996年第9戦ラリー・カタルーニャまで14戦に参戦し、1995年第6戦ラリー・オーストラリア、1996年第1戦スウェディッシュ・ラリー、第2戦サファリラリー、第5戦ラリー・アルゼンチン、第6戦1000湖ラリー、第7戦ラリー・オーストラリアで優勝した。なお、1996年にはトミ・マキネンが自身初のドライバーズタイトルを獲得している。またグループNではグスタボ・トレレスが王座を獲得している。
| グレード | エンジン型式 | エンジン                      | 排気量   | 最大出力           | 最大トルク             | 変速機 | 車重     | 生産台数 |
| -------- | ------------ | ----------------------------- | -------- | ------------------ | ---------------------- | ------ | -------- | -------- |
| RS       | 4G63(ターボ) | 直列4気筒DOHC16バルブICターボ | 1,997 cc | 270 ps / 6,250 rpm | 31.5 kg・m / 3,000 rpm | 5速MT  | 1,190 kg | 1,082台  |
| GSR      | 4G63(ターボ) | 直列4気筒DOHC16バルブICターボ | 1,997 cc | 270 ps / 6,250 rpm | 31.5 kg・m / 3,000 rpm | 5速MT  | 1,260 kg | 8,998台  |

## ランサーエボリューションIV（1996年）
1996年8月発売。型式名“E-CN9A”。通称“エボIV”。キャッチコピーは“ランサーの走り、ここに極まる。”。
ベースモデルのランサーが前年にフルモデルチェンジしたため、ボディを新型に刷新した。同時に、第一世代に対しエンジン搭載方向を左右反転させ、トランスミッション内部に設けられていたインターミディエイトギヤ（カウンターシャフトと同じ役割を持つ）の廃止により駆動ロスを軽減し、レスポンスに大幅な向上が見られた。また、リアにマルチリンク式サスペンションの採用により路面追従性の向上が見られた。
本モデル最大の特徴は、GSRに搭載された、左右の後輪への駆動力を変化させ、旋回性を向上させるアクティブ・ヨー・コントロール（AYC）である。AYCの採用により、エボIIIに比べて大幅に旋回性能を向上させた。しかし、エボIVに搭載されたAYCは比較的完成度が低く、異音が発生するトラブルが多発した。対策として、AYCの作動油の交換や、AYCの調整を行うことで一時的に異音をなくすことができたが、根本的な解決にはならなかった。そのため、HKS関西などによる社外品のLSDへ変更する事例がよく見られた。なお、競技向けのRSはフロントにヘリカルLSD、リアに1.5WAY機械式LSDが装着された（GSRはフロントデフがオープンであった）。
エンジンは鍛造ピストン、ツインスクロールターボの採用、PCCSおよびタービンのノズル面積アップ、ブースト圧のアップ、高速型カムプロフィールの採用により出力を当時の自主規制値いっぱいの280 PSまで向上させた。しかし、本モデルのピストンは過給圧の上昇時にタナ落ちなどのトラブルが発生しやすかった。エボVでは再び鋳造ピストンが採用された。
エクステリアは、エボIIIでリアウイングを大型化した結果、前後の揚力バランスが取れなくなったため、バランスを見直して小型に設計されている。これによりフロントゼロリフト、空気抵抗係数（Cd値）0.30を実現した。
歴代のエボ同様に限定生産という形を取ったが、センセーショナルな形が人気を呼び、歴代モデルの中では最も生産台数が多い。歴代モデルの中でも派手ながらもまとまったデザインであることや、5ナンバーで開発された最終チャンピオンマシンであることが好まれている。また、エボIVの開発後期から中谷明彦が開発に加わることになる。
RSにはスーパークロストランスミッション（Hi及びLo）がオプションで設定された。
用意されたボデーカラーは、スコーティアホワイト、スティールシルバー、パルマーレッド、ピレネーブラック、アイセルブルー。
WRCには1997年第1戦ラリー・モンテカルロから1998年第4戦ラリー・ド・ポルトガルまでの18戦に参戦し、1997年第4戦ラリー・ド・ポルトガル、第5戦ラリー・カタルーニャ、第7戦ラリー・アルゼンチン、第10戦ラリー・フィンランド、1998年第2戦スウェーディッシュ・ラリー、第3戦サファリラリーで優勝、1997年シーズンのドライバーズチャンピオンをトミ・マキネンが、グループNでも王座を獲得した。
1997年6月1日、台湾の歌手・俳優・スタントマンである柯受良が、山西省臨汾市にて、黄河の壺口瀑布（幅55m）をエボIVで飛び越えた。
| グレード | エンジン型式   | エンジン                      | 排気量   | 最大出力           | 最大トルク             | 変速機 | 車重     | 生産台数 |
| -------- | -------------- | ----------------------------- | -------- | ------------------ | ---------------------- | ------ | -------- | -------- |
| RS       | 4G63（ターボ） | 直列4気筒DOHC16バルブICターボ | 1,997 cc | 280 ps / 6,500 rpm | 36.0 kg・m / 3,000 rpm | 5速MT  | 1,260 kg | 00941台  |
| GSR      | 4G63（ターボ） | 直列4気筒DOHC16バルブICターボ | 1,997 cc | 280 ps / 6,500 rpm | 36.0 kg・m / 3,000 rpm | 5速MT  | 1,350 kg | 12,193台 |

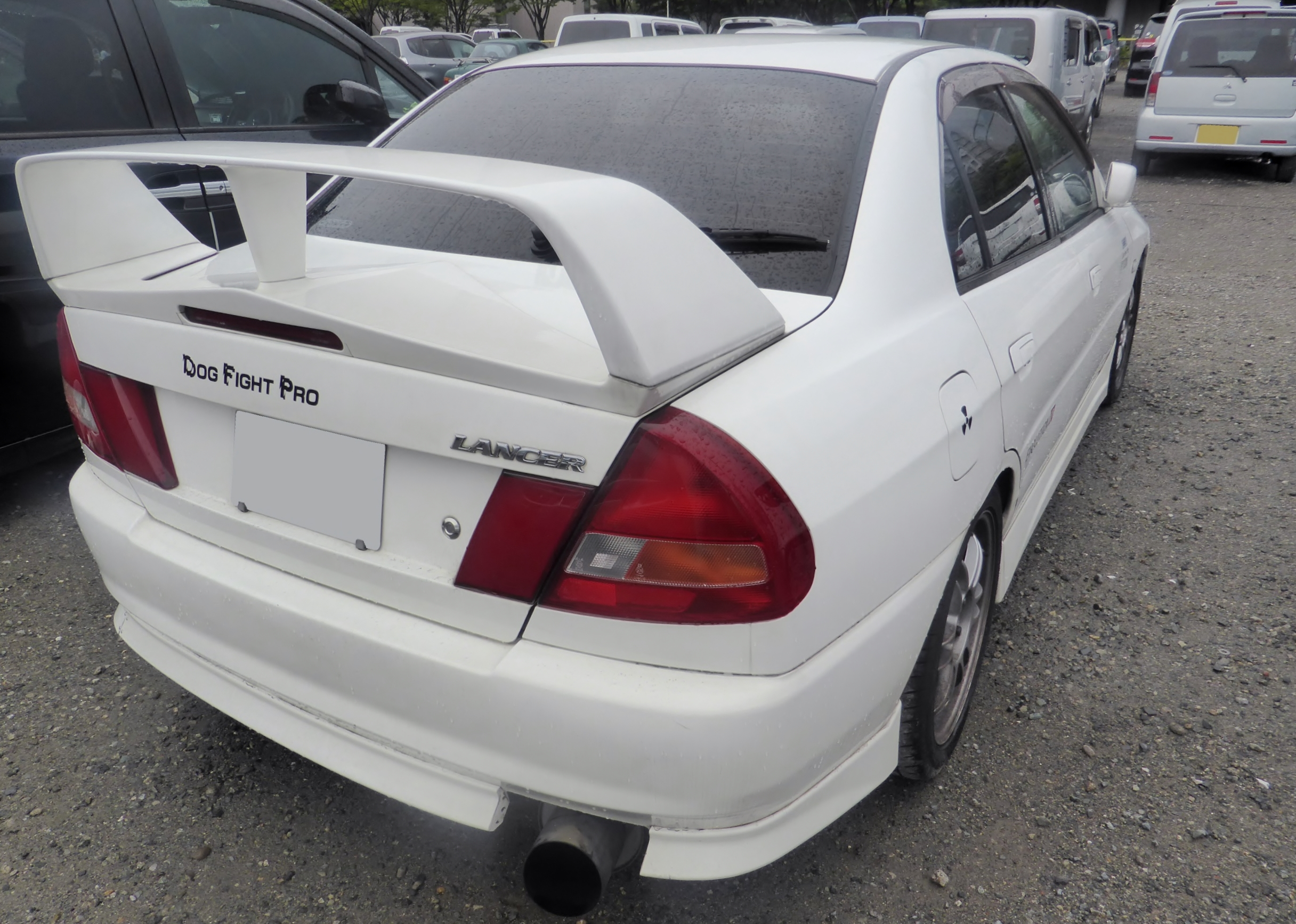
GSR（リア）
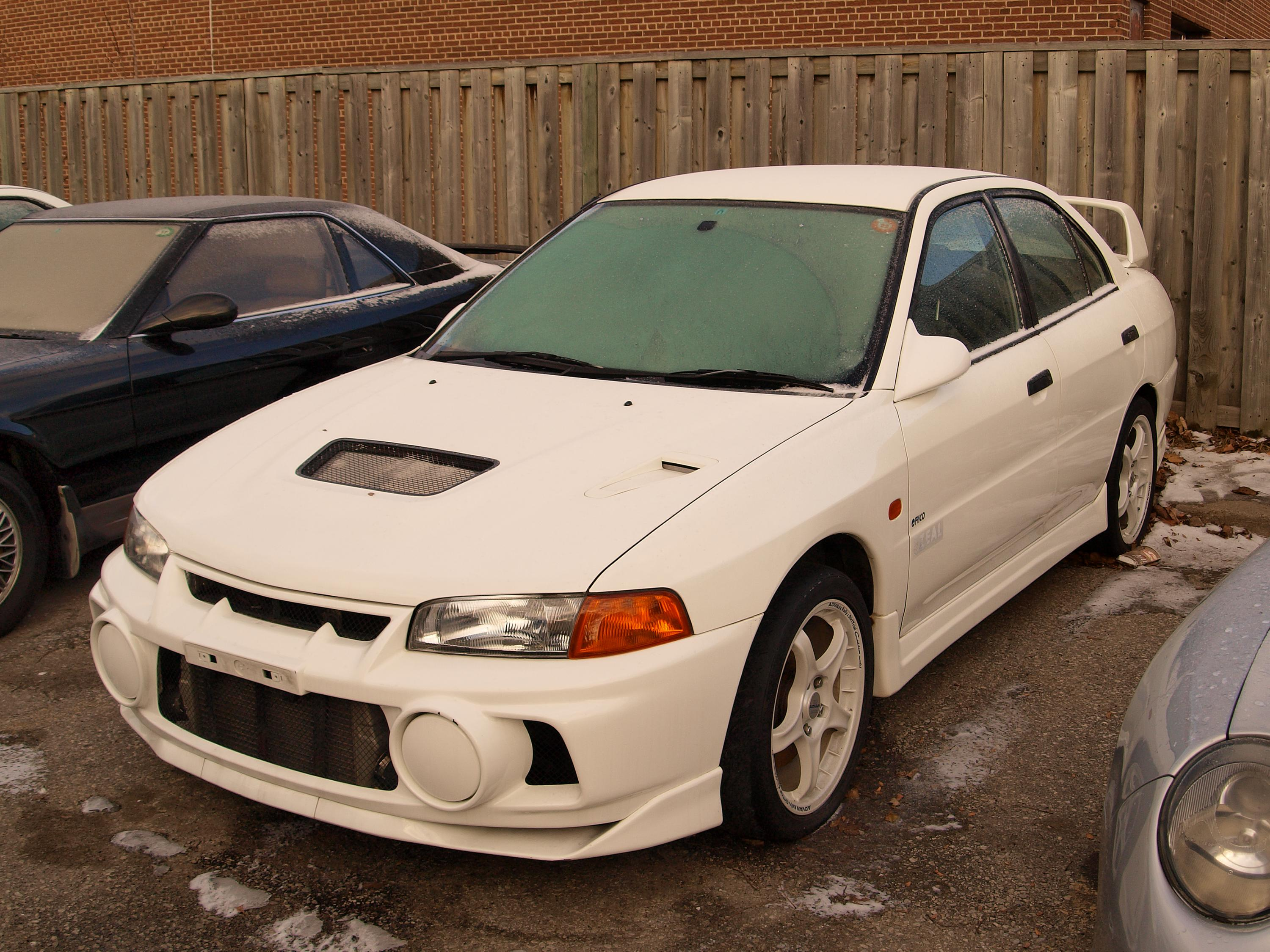
RS（ドアミラーは改造されている）
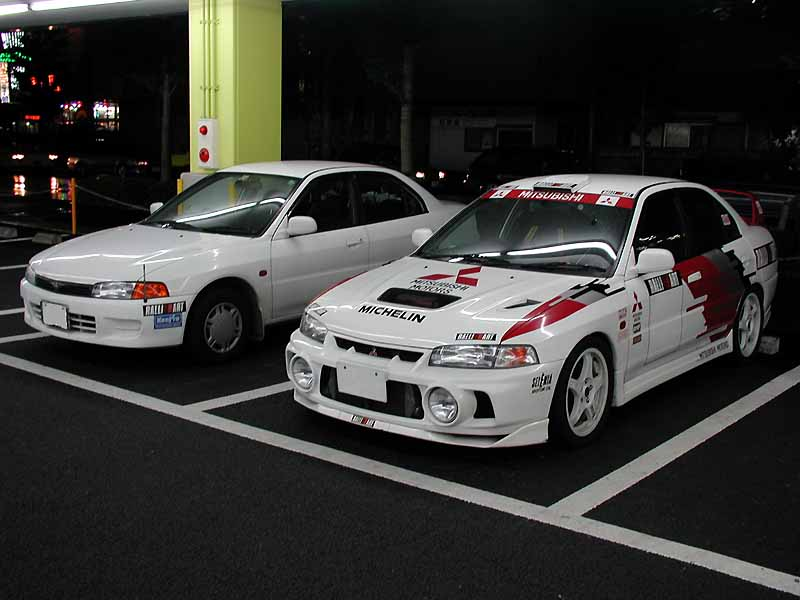
ベース車の5代目ランサーとGSR（96年Gr.Aテストカー仕様レプリカ）の比較

## ランサーエボリューションV（1998年）
1998年1月26日発売。型式名“GF-CP9A”。通称“エボV”。キャッチコピーは“V次元の、瞬発力。”。
エボIV以前の欠点であった乾燥路におけるブレーキやタイヤ容量の不足を改善し、WRCのWRカーに対抗すべく、3ナンバーサイズとなる車幅1,770 mmのワイドボディを初めて採用。タイヤサイズの拡大（エボIV 205/50R16→エボV 225/45R17）、フロント17インチ4ポット・リア16インチ2ポット対向のブレンボ社製キャリパーがGSRには標準、競技向けのRSにはオプションで採用された。制動力・走行性能・旋回性能などが大幅に改善され、当時の国産280 PSクラスの中でも高い加速性能と走行安定性を誇った。競技向けのRSの薄板ボディにオプションのスーパークロスミッションとブレンボブレーキを搭載した車両は、ベストモータリングが筑波サーキットで開催したタイムアタックやレースにおいて、車格が上の大排気量スポーツカーの記録を上回ることも多かった。
その他、フロント倒立式ストラット、アルミ鍛造ロワアーム、角度調整式リアウイング、ノズル面積をアップさせたタービン（エボIV 9 cm2→エボV 10.5 cm2）、16ビットECUなどが採用された。またベースとなる5代目ランサーが1997年8月にマイナーチェンジしたことに伴い、ヘッドライト、テールレンズが後期型のものに変更された。
馬力はエボIVと変わらず280 PSであるが、タービンノズル面積アップおよびブースト圧のアップによりトルクがエボIV比で+2 kg-mの38.0 kg-mに向上した。
本モデルは、WRCやサーキットにおいても好成績を残した。WRCでは、改造範囲の狭いグループA規定の車両でありながら、比較的改造範囲の広いWRカー規定の車両を圧倒して、マニュファクチャラーズチャンピオン、ドライバーズチャンピオン、グループNの同年トリプル優勝という偉業を成し遂げた。
GSRに用意されたボディカラーは、スコーティアホワイト、サテライトシルバー、パルマーレッド、ピレネーブラック、ダンデライオンイエロー。
WRCには1998年第5戦ラリー・カタルーニャから第13戦ラリー・オブ・グレートブリテンまでの9戦に参戦し、第7戦ラリー・アルゼンチン、第10戦ラリー・フィンランド、第11戦ラリー・サンレモ、第13戦ラリー・オブ・グレートブリテンで優勝し、三菱初となるマニュファクチャラーズタイトル、トミ・マキネンのドライバーズタイトル、さらにはGr.Nでもタイトルを獲得した。
| グレード | エンジン型式   | エンジン                      | 排気量   | 最大出力           | 最大トルク             | 変速機 | 車重     | 生産台数 |
| -------- | -------------- | ----------------------------- | -------- | ------------------ | ---------------------- | ------ | -------- | -------- |
| RS       | 4G63（ターボ） | 直列4気筒DOHC16バルブICターボ | 1,997 cc | 280 ps / 6,500 rpm | 38.0 kg・m / 3,000 rpm | 5速MT  | 1,260 kg | 0678台   |
| GSR      | 4G63（ターボ） | 直列4気筒DOHC16バルブICターボ | 1,997 cc | 280 ps / 6,500 rpm | 38.0 kg・m / 3,000 rpm | 5速MT  | 1,360 kg | 6,939台  |

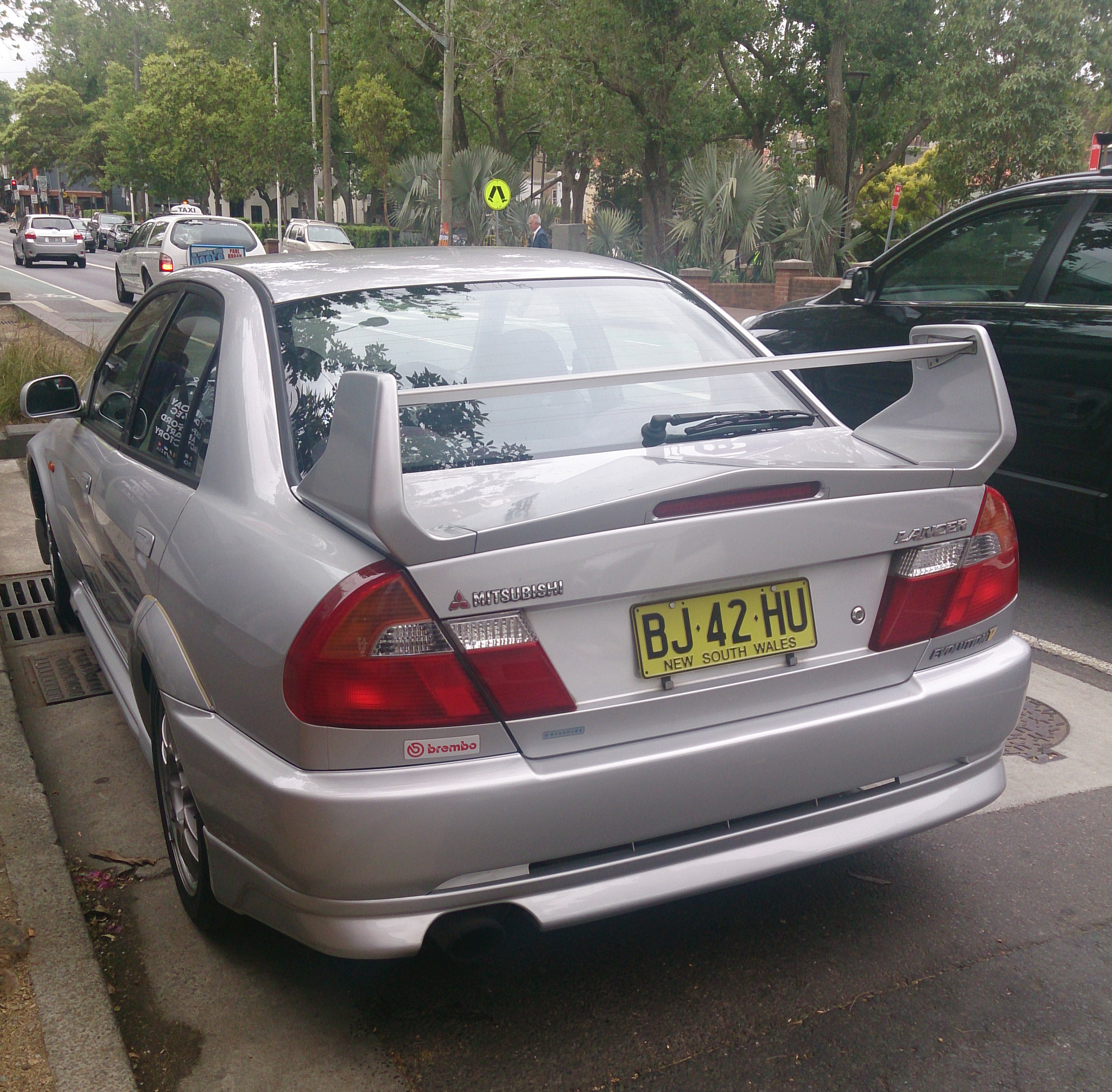
GSR（リア）

## ランサーエボリューションVI（1999年）
1999年1月22日発売。型式名"GF-CP9A"。通称"エボVI"。キャッチコピーは“次の頂点へ、進化していく。”。
エボVをベースに、細部の熟成によるポテンシャルアップを図るとともに、1999年のWRCラリーレギュレーションへ対応するため、外観変更を含めた内外観のリフレッシュが図られた。空気抵抗および冷却性能、またフロントリフトの改善を目的として、ナンバープレート位置を中央から左側に変更、フォグランプの小径化などによる前面開口部形状の拡大、リアウイングの2段化で、空力が改善された。前モデルのエボVで、硬めにセッティングされた足回りが街乗りには向かないことが不評であったため、フロントサスのロールセンター軸をエボV比で30 mm低く設定することで、多少ソフトなセッティングに変更された。しかし競技目的には向かず、全日本ラリー等ではエボVに勝つことができないという、ある種の「退化」を起こしている。ただし、競技用グレードのRSではエボVと同セッティングの足回りがオプションで選択可能となっていた。
エンジンの馬力・トルクはエボVと変わらないが、冷却オイル路内蔵のクーリングチャンネル式ピストンの採用や冷却水レイアウトの変更、オイルクーラーの大型化、オイルクーラーベンチレーターやエアブローダクトの採用など、エンジンの耐久性と信頼性を向上させている。また、RSには純正でチタンアルミ合金製タービンが採用され、タービンブレードの慣性力を50%低減している。その他、このVI以降はRSでもブレンボブレーキとのセットオプションでAYCが選択可能となった。ホイールはOZ社製の銀塗装12本スポークホイール（所謂スーパーツーリズモタイプ）。
用意されたボディカラーは、スコーティアホワイト、サテライトシルバー、ピレネーブラック、アイセルブルー、ランスブルー。
WRCには1999年第1戦モンテカルロから2001年第10戦ニュージーランドまでの38戦に参戦し、1999年シーズンは第1戦モンテカルロ、第2戦スウェーディッシュ・ラリー、第4戦ポルトガル、第9戦ニュージーランド、第12戦サンレモで優勝し、3年連続となるドライバーズタイトルをトミ・マキネンが獲得した。またグループNでもタイトルを獲得した。リアウイングの2段化はWRC Gr.A規定には適合したが、WRカー規定を超えるとしてFIAが指導したため、下段とトランクの間にある隙間をカーボンケブラーで塞ぎ、上段ウィングのみが機能するようになっている。2000年シーズンは第1戦モンテカルロで優勝し、第9戦ニュージーランドからはフロントバンパーが下記TMEを模したものに変更された。またこの年もグループNでタイトルを獲得した。
| グレード | エンジン型式   | エンジン                      | 排気量   | 最大出力           | 最大トルク             | 変速機 | 車重     | 生産台数 |
| -------- | -------------- | ----------------------------- | -------- | ------------------ | ---------------------- | ------ | -------- | -------- |
| RS       | 4G63（ターボ） | 直列4気筒DOHC16バルブICターボ | 1,997 cc | 280 ps / 6,500 rpm | 38.0 kg・m / 3,000 rpm | 5速MT  | 1,260 kg | 0726台   |
| GSR      | 4G63（ターボ） | 直列4気筒DOHC16バルブICターボ | 1,997 cc | 280 ps / 6,500 rpm | 38.0 kg・m / 3,000 rpm | 5速MT  | 1,360 kg | 6,868台  |

### ランサーエボリューションVI トミ・マキネン・エディション (Tommi.Makinen Edition)
2000年1月8日発売。型式名“GF-CP9A”。通称“エボVI T.M.E”または“エボ6.5”。
当時の三菱のWRCワークスドライバー、トミ・マキネンの4年連続ドライバーズ・チャンピオン獲得を記念して、マキネンの名前を冠した特別仕様車。比較的高速なターマック (舗装路) ラリーを意識して、前部のバンパー形状を中谷明彦の意見を基に見直し、フォグランプ設置部の廃止によって空力を改善した。
足回りは従来より10 mmダウンしたターマック仕様サスペンション（フロント：エボV、リア：エボVI）、フロントストラットタワーバーを採用した。なお、RSではターマック仕様サスペンションはメーカオプション（標準はフロント・リアともエボ6のグラベル仕様）。その他、GSRでもRSのクイックステアリングギアが採用された。イリジウムプラグや、プラスチック製クーリングパネルも採用された。GSRでは、新型のハイレスポンスチタンアルミ合金ターボチャージャー採用により、中低速トルクとレスポンスの向上が図られた（コンプレッサーホイール径の小型化及び翼形状の変更。最大トルクの発生回転数がエボV、エボVIよりも低くなった。エボV、エボVI 3,000 rpm→エボVI TME 2,750 rpm）。マフラーもVIまでの楕円のテールから真円の大口径マフラーへ変更されている。出力などの動力性能での大きな変更点はなかったが、完成度は確実に上がっていた。なお、RSでは新型のハイレスポンスチタンアルミ合金ターボチャージャーは、メーカーオプション（標準は、従来RSに使われていたチタンアルミ合金タービンホイールのターボチャージャー）。
インテリアは黒色と赤色の基調になり、シフトノブとシフトレバーブーツ及びステアリングホイールはレッドステッチのものを採用、計器類も赤い文字盤となり、TOMMI MAKINENロゴ入りの赤いレカロ社製シートも採用された。ホイールは、ENKEI社製の白塗装10本スポークホイールに変更(ENKEI WTE IIに酷似)された。用意されたボデーカラーは、スコーティアホワイト、サテライトシルバー、ピレネーブラック、カナルブルー、パッションレッド。パッションレッド・ボディーカラー車には、WRCワークスマシンをイメージしたスペシャルカラーリングパッケージがオプションで設定された。
1997年から導入されたWRカー規定によってライバルが広い改造範囲で戦力を上げるにつれ、ランサーも改良のレベルでは対抗出来なくなってきたため、2001年にワールドラリーカーへの移行を決定。その特例措置として、ストロークを増大したリアサスペンションと軽量フライホイールを装着したエボⅥ TMEで前半戦を戦い、後半戦のサンレモでランサーエボリューションWRCを投入した。同車種は2001年度のWRCに参戦し第1戦モンテカルロでの優勝で通算119勝目、同年第3戦(ポルトガル)にて120勝、第8戦(サファリ)のCS2で首位を独走、そのまま121勝目をマークした。ドライバー及びナビゲーターは3戦とも同じく「T.マキネン」と「R.マニセンマキ」。
2000年シーズンから使用されたワークスマシンはフロントバンパーの形状は市販車に似ているものの、サイドのカナード形状がダウンフォースを発生させるとして縮小されている。グラベルでの使用に対してはリップ部分も最初から外されていたため、比較的おとなしい外観となっていた。2001年シーズンは第1戦モンテカルロ、第3戦ポルトガル、第8戦サファリで優勝したが、セディアベースのWRカーへの移行に伴い、市販のランエボをベースにしたワークスマシンの系譜は終焉を迎えたがグループNではタイトルを獲得した。
駆動系の改造範囲が広かったグループAとは異なり、改造範囲の狭いグループN規定のため、RSには多彩なメーカオプションが設定されていた。RSのメーカーオプション：スーパークロスギアHi/Lo（GSRに比べ3/4/5速をクロス化）、薄板ボディ仕様（インパクトバーのレスオプション、ルーフパネル・トランクリッドパネルの薄板化）、ハイレスポンスチタンアルミ合金ターボチャージャー、ツインプレートクラッチ、ターマック仕様サスペンション、17インチホイール、ブレンボキャリパー、AYC、エアロパーツレス仕様、リアワイパー、寒冷地仕様。
| グレード                             | エンジン型式   | エンジン                      | 排気量   | 最大出力           | 最大トルク             | 変速機 | 車重     | 生産台数 |
| ------------------------------------ | -------------- | ----------------------------- | -------- | ------------------ | ---------------------- | ------ | -------- | -------- |
| RS                                   | 4G63（ターボ） | 直列4気筒DOHC16バルブICターボ | 1,997 cc | 280 ps / 6,500 rpm | 38.0 kg・m / 3,000 rpm | 5速MT  | 1,260 kg | 0678台   |
| GSR                                  | 4G63（ターボ） | 直列4気筒DOHC16バルブICターボ | 1,997 cc | 280 ps / 6,500 rpm | 38.0 kg・m / 2,750 rpm | 5速MT  | 1,360 kg | 2,021台  |
| GSR スペシャルカラーリングパッケージ | 4G63（ターボ） | 直列4気筒DOHC16バルブICターボ | 1,997 cc | 280 ps / 6,500 rpm | 38.0 kg・m / 2,750 rpm | 5速MT  | 1,360 kg | 0212台   |

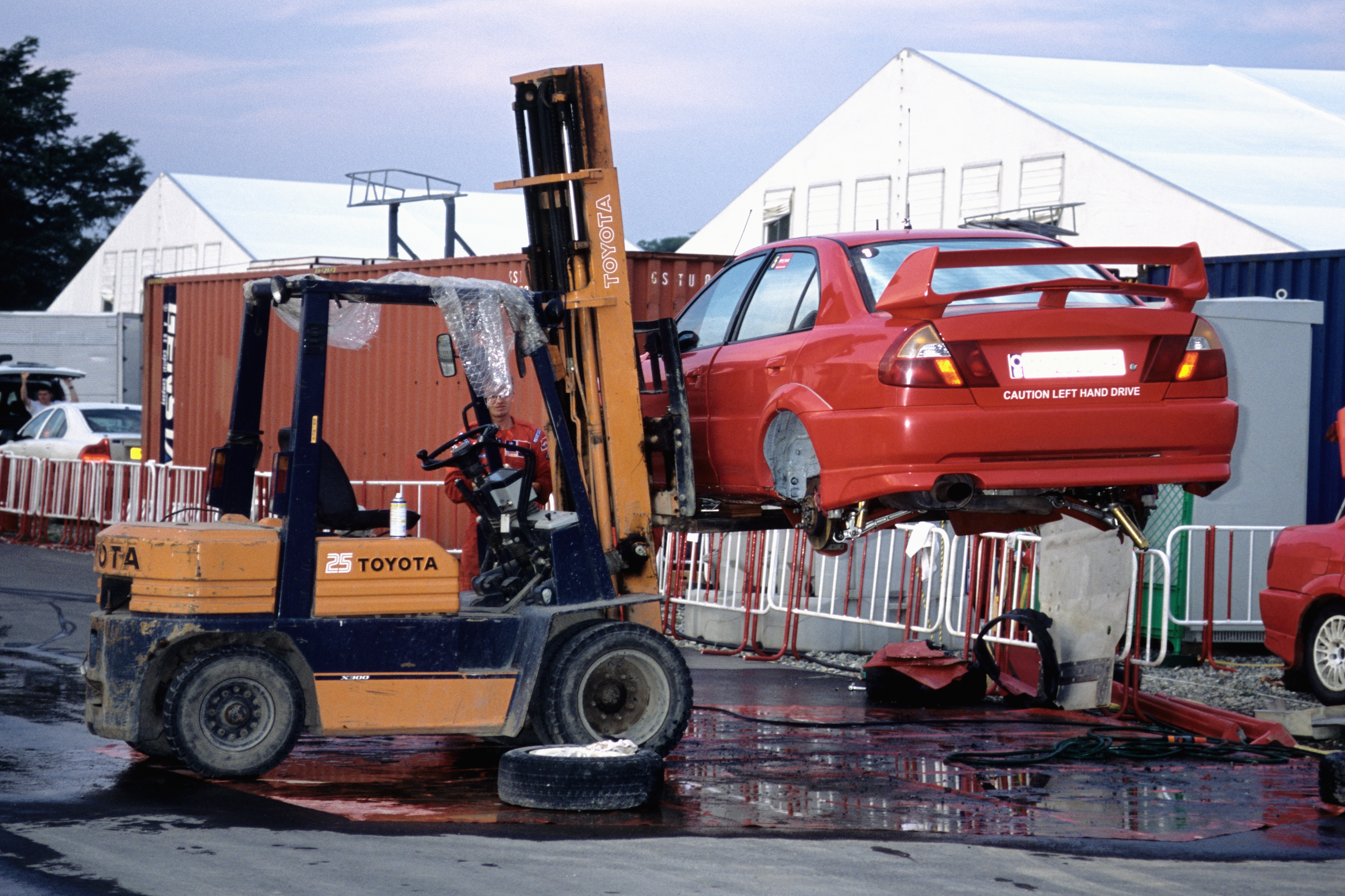
2004年ラリージャパン会場にて運送中の左ハンドルレッキ車

## ランサーエボリューションVII（2001年）
2001年2月3日発売。型式はGH-CT9A。通称はエボVII。
前年にフルモデルチェンジしたランサーセディア（通算6代目）をベースと、サスペンション取付部やボディフレーム結合部の補強や、専用リーンフォースメントの追加、スポット溶接の追加などにより、エボVI比で1.5倍の曲げ剛性を実現した。ベースとなるランサーセディアのボディが大型化したことや、アクティブ・センター・ディファレンシャル (ACD) の新規採用による重量増があった。ヘッドライトにはHIDが採用され、以降のエボシリーズはGSRグレードにHIDが標準装備されている。
新たなメカニズムとして、前後輪の差動制限を電子制御するACD（電子制御可変多板クラッチ機構）を採用した。道路のコンディションに合わせて、「ターマック（舗装路）」・「グラベル（未舗装路）」・「スノー（雪道）」の3モードを車内のスイッチで切り替え、センターデフをコントロール可能で、パーキングブレーキ作動時に作動制限をフリーにする機能も採用された。この機能によって、ラリーやジムカーナなどの競技での急旋回が容易になり、旋回性能を高めた。ギア比もエボVI比で1速がローギアード化され、5速はハイギアード化された。車両本体価格はGSRで299万円と、エボVIよりも安価になった。
エボVIまでは「ランサー GSR/RS エボリューション」という、ランサーGSRまたはRSのエボリューションモデルという位置づけであったが、エボVIIからは「ランサーエボリューション GSR/RS」と、ランサーエボリューションでひとつの車名であるという括りに変更された。
このモデルから、三菱はWRCでの活動をグループAからCS2A型ランサーセディアをベースとしたWRカー規定に移行（ネーミングのみエボリューションを継承）したが、これはランエボとランサーセディアで全長などの違いから「ランエボはランエボという単一車種であり、ランサーセディアのバリエーション車種ではない」とみなされて、ランエボは販売台数の不足からWRカー規定のホモロゲーションが取得できなかったためである。そのためランエボはVII以降、グループNおよび全日本ラリーやスーパー耐久などの日本国内レース向けのモデルに特化していくことになる。
エボV以降の開発ドライバーを歴任した中谷明彦の自伝によれば、ランサーセディアのボディサイズはE39A型ギャランVR-4とほぼ同一であることから、ランエボはVI T.M.Eが最後となり、その後継モデルを販売するかどうか決めかねていたという。

### ランサーエボリューションVII GT-A
2002年2月1日、ランエボ初のAT車として追加発売された。「INVECS-II」と呼ばれるスポーツモード付きの5速ATを採用し、スポーツセダン需要の取り込みを図った。
オートマチックトランスミッションの特性を考慮し、エンジン出力を272 PSに落としてピークパワーよりも中・低回転域のトルクを重視したセッティングを採用した。また、競技車輌としてのホモロゲーションを取得していなかった（現在は日本自動車連盟認定済み） ため、アンチラグシステムは不要とされPCCS用パイピングは省かれている。内装は、ランエボ初の本革8ウェイパワーシート（ランサーセディアワゴン スーパーパッケージ装着車と同一）をオプションで用意したほか、ランエボでは恒例であったMOMO製ステアリングを変速ボタン（ステアマチック）を組み合わせた自社製に変更。また、ランサーセディアワゴン スポーツエディションIIと同様のメタリックブルーのパネルを採用した。外観はシティユースを重視した仕様とし、専用設計の小型リアウイングを標準装備する（標準モデルの大型リアウイング、ならびにウイングレス仕様はオプション）。
フロント周りは、バンパー左側にAT用オイルクーラーの通風口が設けられたため、ナンバープレート取付位置をバンパー中央部へ変更。その他、無骨なイメージの転換を目的として、ボンネット上のエアアウトレットとエアインテークも廃している。

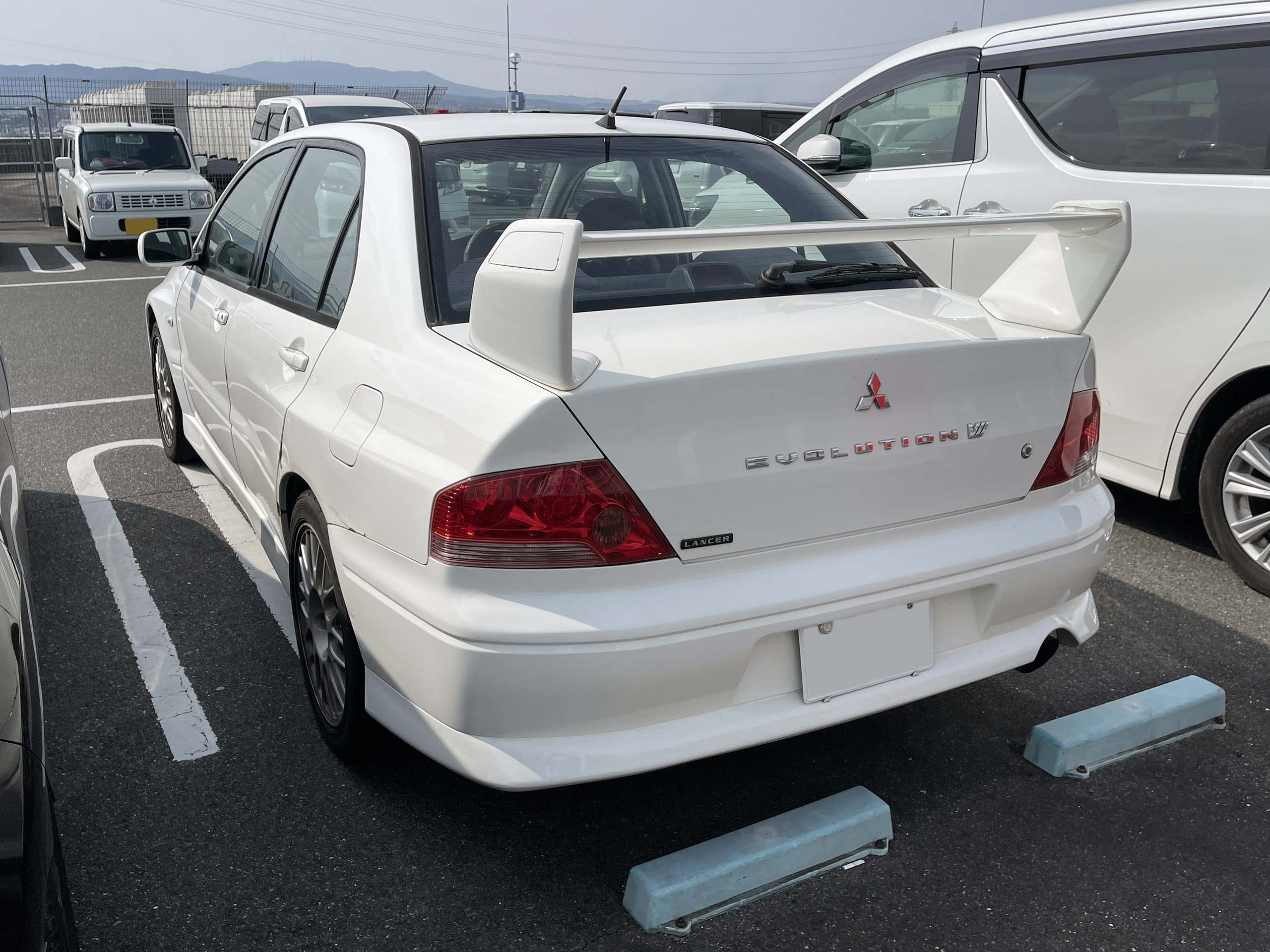
GSR（リア）
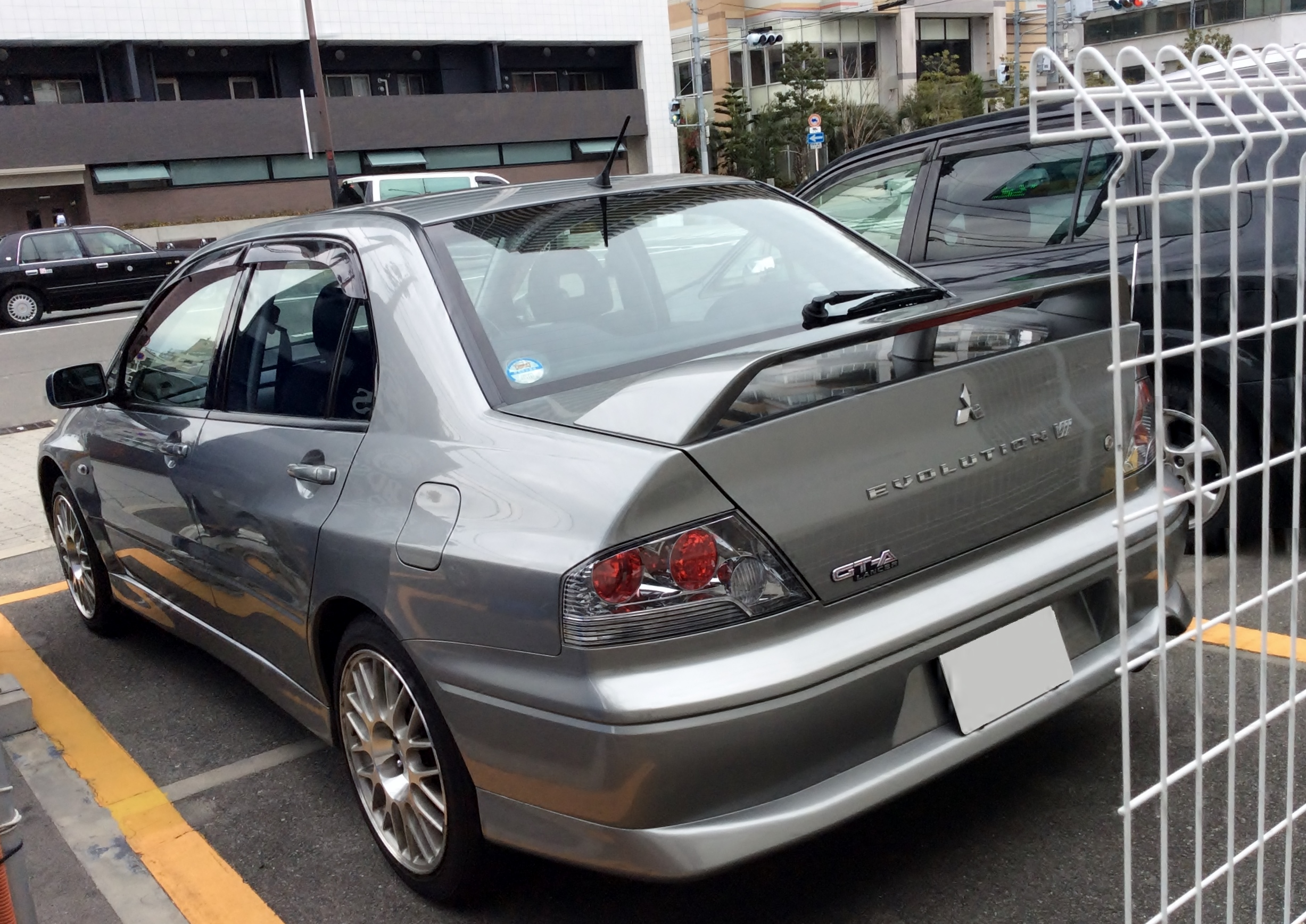
GT-A（リア）

## ランサーエボリューションVIII（2003年）
2003年1月31日発売。型式名“GH-CT9A”。通称“エボVIII”。
ダイムラー・クライスラーから移籍してきたデザイナーのオリビエ・ブーレイが、三菱車共通のアイデンティティとして提唱した富士山型のフロントグリル（通称『ブーレイ顔』）が採用された。しかし、コンサバティブな長方形グリルから富士山型グリルへの変更は発売当時は不評を買い、ラジエターの冷却性低下や空気抵抗の増大を招いた。
もっとも、メカニズムにおいてはエボVIIと比較して着実に進化を果たしており、トランスミッションは6速MT化（愛知機械工業製）された（RSには5速MT仕様も設定）。ガソリンタンクの容量もエボVIIは48リットルであったが、エボVIIIではGSRが55リットル、RSが50リットルと拡張されている。
グレードはGSRとRSの2種類で、両者ではヘッドライト点灯時のテールランプ点灯パターンに違いがある。ヘッドライト点灯時、GSRはテールランプが4個とも点灯するが、RSは両端の2個のみが点灯し、ブレーキを踏んだ時のみ4個全てが点灯する。
AYCの内部構造を見直し、制御トルク量を増加させたスーパーAYCを新たに採用（RSは標準で1.5WAY機械式LSD、スーパーAYCはオプション）。リアウイングは量産セダンとしては世界初のカーボン製になった。このモデルから日本国外への輸出が正式に開始されたが、輸出モデルにはACDおよびAYCは搭載されていない。また、年々増加している盗難への対策として、本モデルからはイモビライザーが全グレード標準装備となった。

### ランサーエボリューションVIII MR
2004年2月13日発売。ギャランGTOから続く「MR」のネーミングを冠した、エボVIIIの熟成型モデルである。
ビルシュタイン社製ダンパーを採用し、ドア内部のサイドインパクトバーのアルミ化、量産車で初となるアルミルーフの採用により、車重はエボVIIIの標準モデルと比較して約10kg軽量化された。また、オプションとしてルーフ上に取り付けるボルテックスジェネレーターが用意された。アルミホイールはエボVIIIのエンケイ社製の17インチ6本スポークに加え、BBS製の17インチ鍛造軽量アルミホイールがメーカーオプションとなった（エボIX、エボワゴンにもメーカーオプションで設定）。
エボVIIIとの外見上の相違点は、ヘッドライトとリアコンビランプがブラックアウト、ウイング翼端板のガンメタリック（アイゼングレー）塗装、アルミルーフ採用に伴うルーフパネル端部のプレスリブに留まる。また、このモデルではエボVおよびエボVIと同じ大容量タービンが採用され（GSRとRS6速MT車のみ。RS5速MT車はエボVII、エボVIIIと同じタービン）、カムプロフィールもVIIIに比べて高回転向きに変更されている。
このモデルのRSグレード（5速MT車）は、第3世代のランエボ（CT系）の中で最も軽量（1,310 kg）である。

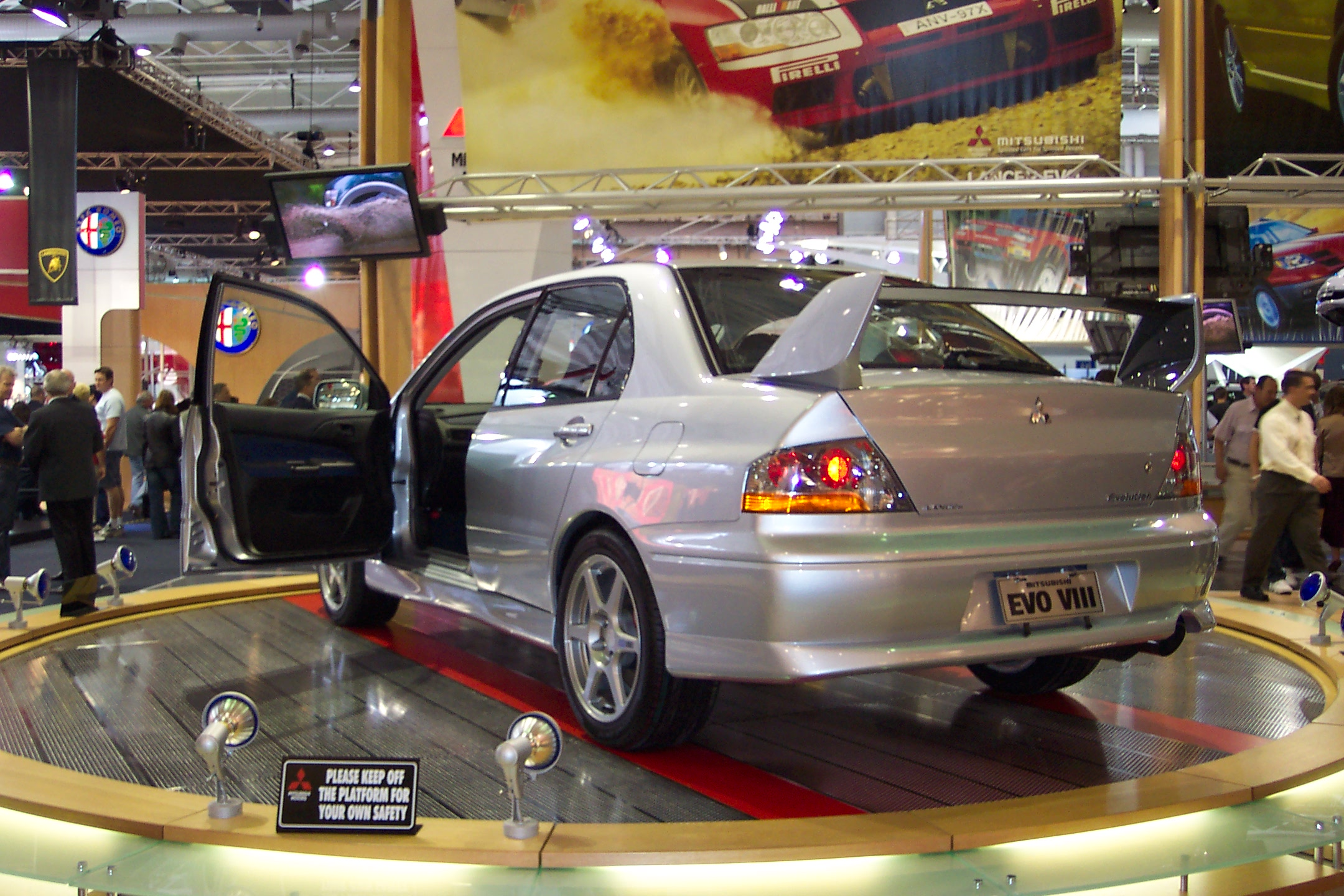
GSR（リア）

## ランサーエボリューションIX（2005年）
2005年3月3日発売。型式名“GH-CT9A”。通称“エボIX”。
ランエボ初の連続可変バルブタイミング機構「MIVEC」を採用。あわせてターボのコンプレッサーハウジングを変更するとともに、マグネシウム合金製のコンプレッサーホイールを採用（GSRのみオプション）し、従来のアルミニウム合金製よりもレスポンス向上を図った。その結果、最大トルクの発生回転数がエボVIII MRの3,500 rpmから3,000 rpmに下がり、低回転域のトルクアップおよびトルクバンドの増大と高回転域でのレスポンスが向上した。ただし、マグネシウム合金製のコンプレッサーは、ブースト圧を上昇させるとコンプレッサーブレードが割れやすいことが報告されており、2005年12月以降の生産分については対策品が取りつけられている。この際、タービンの部品番号の末尾が0から1に変更されている。トランスミッションはGSRが6速MTのみ、RSが5速MTのみの設定となり、RSの6速MT仕様は廃止された。
本モデルでは、GSRとRSの中間グレードとして新たにGTがラインナップに加えられた。GTはリアデフに1.5WAY機械式LSD、5速MT、リア薄板ガラス、ハロゲンヘッドライト、マグネシウム合金ターボを装備。その他のボディカラーの選択、オートエアコン・キーレスエントリーなどの快適装備、ビルシュタイン社製ダンパー（レスオプション可）、ブレンボ社製ブレーキなどの足回りなどはGSRに準ずる。車両本体価格はGSRより抑えられており、車重もGSRより約20kg軽い。
その他の基本コンポーネンツ（スーパーAYC、ACD、ビルシュタイン社製ダンパー、ルーフやドア内部のアルミ製サイドインパクトバーなど）はエボVIII MRから変わらないが、エボVIIIで不評だった富士山型グリルが廃止され、中谷明彦・木下隆之組で走らせていたテスト&サービスのスーパー耐久仕様のフロントバンパーに近似したデザインとなった。また、リアバンパー中央部にディフューザーを装備して空力を向上させ、リアの車高を5mm落とし接地性向上を図った。他にもカーボン製リアウイングが中空化されるなど、細かな変更や改良が加えられている。

### ランサーエボリューションIX MR
2006年8月29日発売。「MR」のネーミングを冠したエボIXの熟成型モデルであり、同時にランエボとしては、4G63型エンジンを搭載する最後のモデルとなった。グレードはGSRとRSの2種類。
エボIXからエンジンに大きな変更はないが、ターボチャージャーのコンプレッサーホイール入口径を縮小してレスポンス重視のセッティングとなった。材質は、標準装備品がチタンアルミ合金製タービンホイールとアルミ合金製コンプレッサーホイールに変更され、ハウジングを再設計することで、小型化が図られている。マグネシウム合金製コンプレッサーホイールについてはオプションとなり、標準装備品と同様コンプレッサーホイール入口径が縮小されているが、エボIXと同様の寸法で、コンプレッサホイールの肉厚をエボIXの対策品よりもさらに増し、マグネシウム合金の材質を変更した。これにより、当初の懸案事項であったコンプレッサーブレード破損のリスクを低減した。
内装では、シートの縫い目を赤ステッチへ変更、内装パネルのピアノブラック化、フロントヘッドライト内部のブラックメッキ化、ヘッドライトのオートレベライザーの追加によりミラースイッチの移動。外装ではフロントエアダム下部の形状変更、揚力の低減と気流の制御により、さらなる空力特性の向上を図っている。また、アイバッハ社製コイルスプリングが、GSRでは標準、RSではセットオプションで設定される。このスプリングを装着することで、フロントで10 mm、リアで5 mm車高が落とされ、さらなる低重心化が図られる。最高出力とトルク、発生回転数などはエボIXから変更ないが、MIVECのセッティングや制御の最適化・ファインチューニングがなされ、さらにレスポンスを向上させている。ACD・スーパーAYCのセッティングも変更され、旋回性を向上させている。
販売台数はワゴンMR（後述）を含めて合計1,500台限定とアナウンスされたが、人気車種であるため例に漏れず、追加生産が行われた。追加生産分のバックオーダーを含めると総生産台数としては、2,500台程度と噂される。

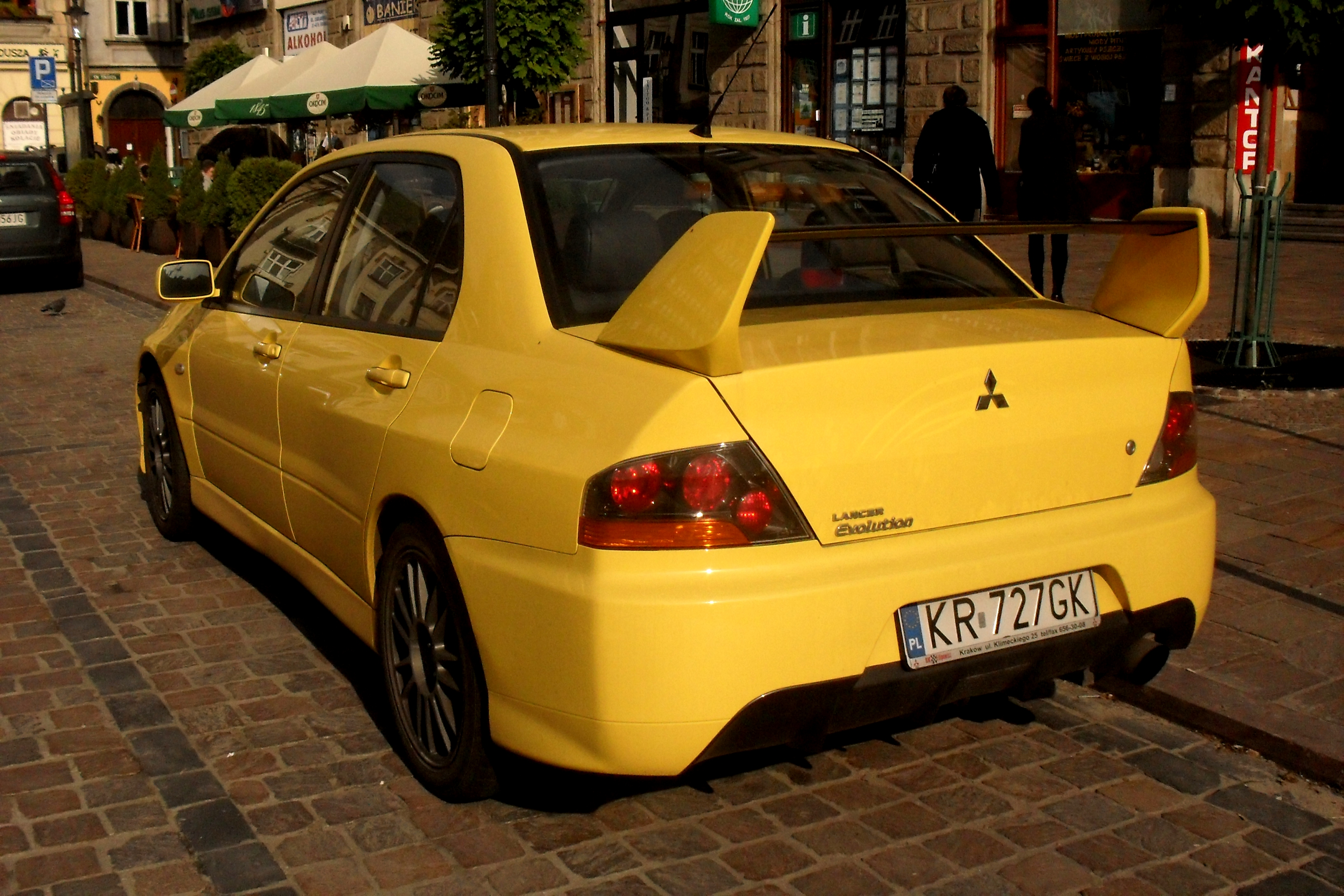
GSR（リア）
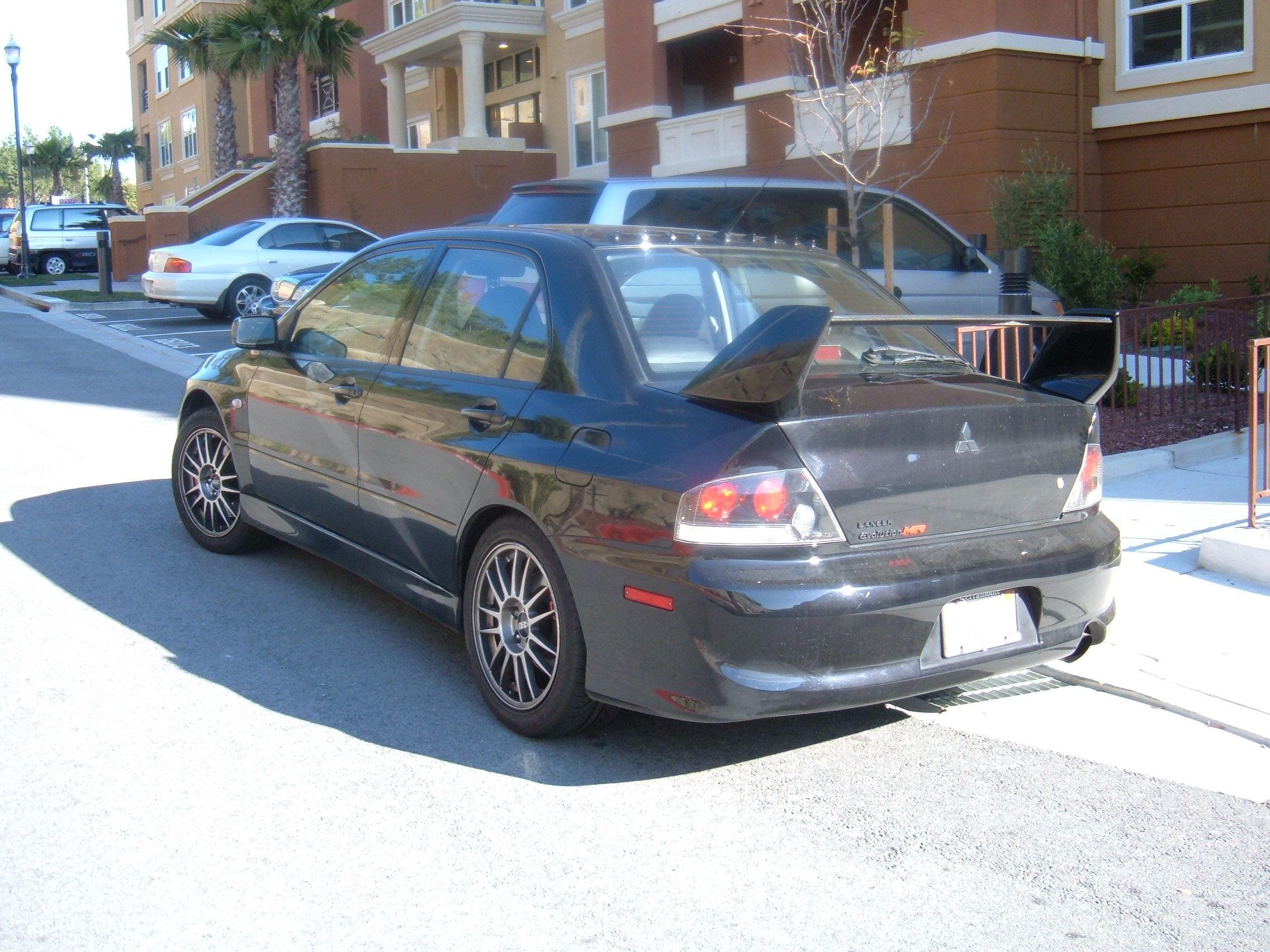
北米仕様MR GSR ボルテックスジェネレータ装着車（リア）
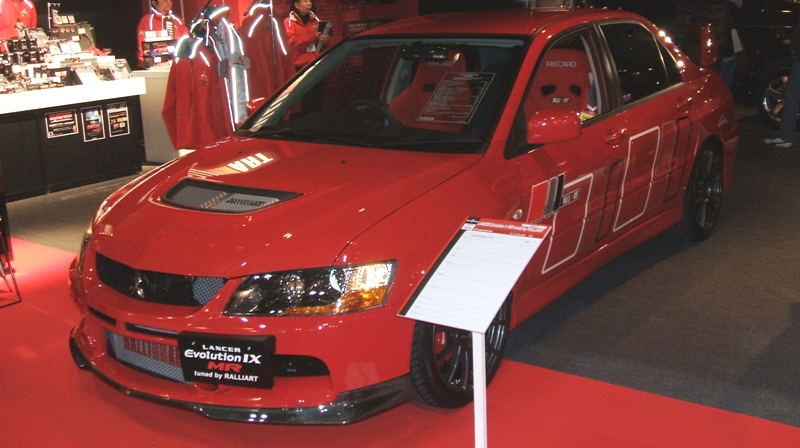
tuned by RALLIAT

### 三菱・ランサーエボリューションワゴン
2005年9月7日発売。型式名“GH-CT9W”。通称“エボワゴン”。
ランエボ初のステーションワゴンタイプとして登場。ランサーセディアワゴンをベースに、フロントマスクやリアブリスターフェンダーなど、エボIXと同一の装備が与えられたモデルである。
グレードは6速MT搭載のGTと5速AT搭載のGT-Aの2種類。GTはエボIXのエンジンと同じMIVECエンジンを搭載し、280 PS / 6,500 rpm・40.0 kg-m / 3,000 rpmを発揮する。GT-AはエボVII GT-Aと同じエンジンを搭載し、272 PS / 6,500 rpm・35.0 kg-m / 3,000 rpmを発揮する。ナンバープレートもエボVII GT-Aと同じく中央に設置されている。
セダンタイプと比較して劣るボディ剛性を補うため、バックドア開口部への重点的なスポット溶接が施されている。そのため、リアの車重が増加することとなったが、FFベースで開発されたランエボが元々フロントヘビーであったことにより、前後の重量配分が改善された。スーパー耐久では空力特性に優れるワゴンボディ形状が作用して、ストレートでの最高速がセダンよりも伸び、適正な重量配分によりコーナリング中の挙動にも安定性の向上がみられた。しかし、絶対的な重量はセダン比で増加しているため、ブレーキングポイントがセダンよりも手前になってしまう、コーナリングスピードが上げられないなどの弱点も露呈し、セダンの牙城を崩すには至らなかった。
シャーシやパワートレインはエボIXやエボVIII MRのキャリーオーバーで、リアデファレンシャルギアもエボIX GTと同じく、AYCではなく1.5WAY機械式LSDが採用されている。リアルーフスポイラーはランサーセディアワゴンに設定されていた「ラリーアートエディション」のものが流用されている。その他、ワゴンとしての使い勝手を考慮し、リアシート収納によるシートアレンジ（2 - 3名乗車）により、フラットかつ大容量のラゲッジスペースの確保を可能とした。ユーティリティ面ではラゲッジスペースに12 Vのアクセサリーソケットを装備するなど、走行性能に関わる装備以外の充実も図られている。ランサーワゴンに用意されているサンルーフやルーフレールのオプションは設定されていない。

#### ランサーエボリューションワゴン MR
2006年8月29日発売。「MR」のネーミングを冠したエボワゴンの熟成型モデルであり、セダンタイプのエボIX MRを含めて合計1,500台が限定販売された。グレードは標準モデルと同じく、6速MT搭載のMR GTと、5速AT搭載のMR GT-Aの2種類。
MR GTではエボIX MRと同様、MIVECを最適化するとともにチタンアルミ合金製タービンホイールを採用し、コンプレッサーホイール入口径の縮小とあわせてレスポンスの向上が図られた。
その他の装備はエボIX MRに準ずるが、エボIX MRに設定のあったアイバッハ社製コイルスプリングは本モデルでは設定されない。

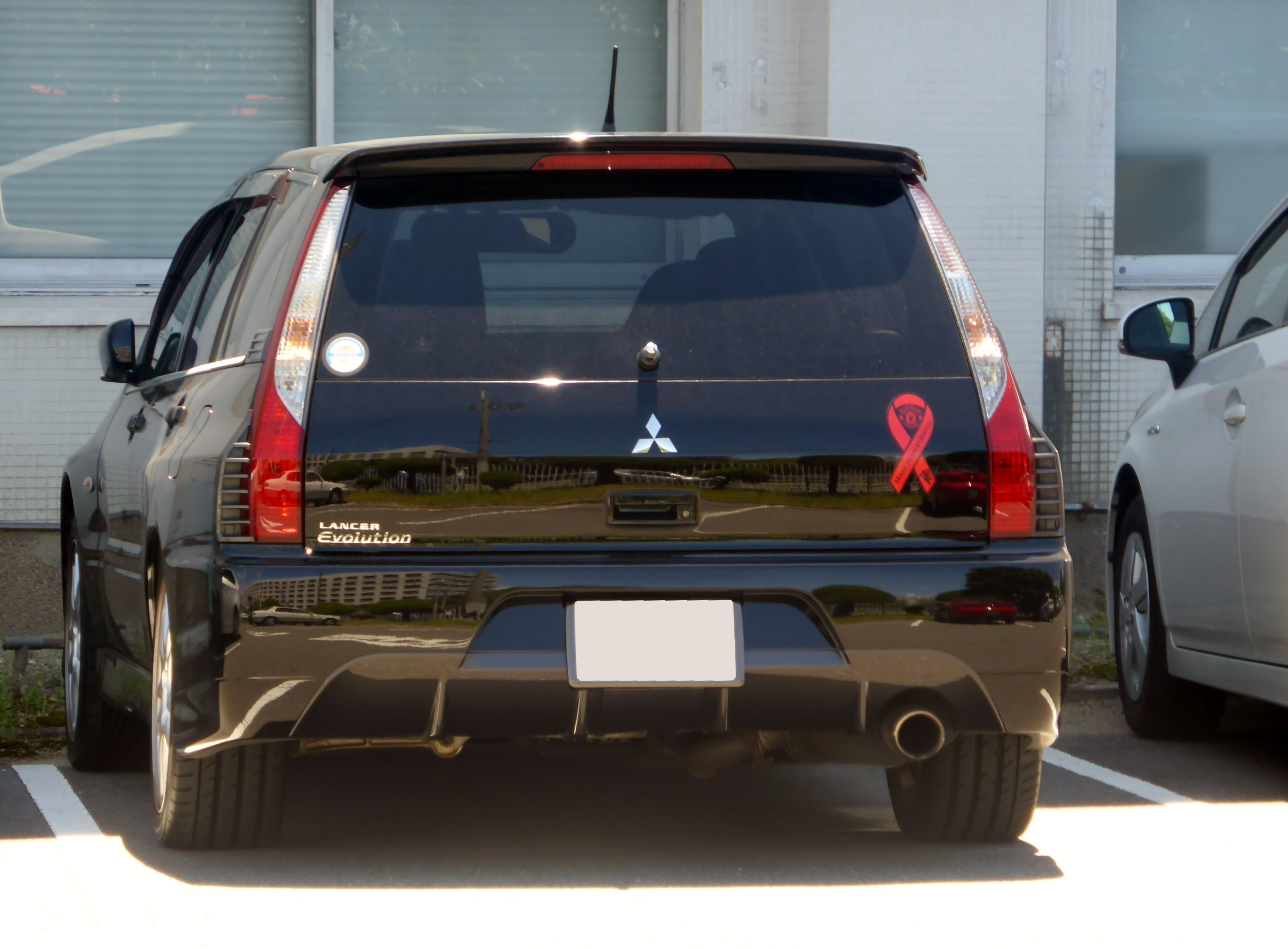
GT（リア）
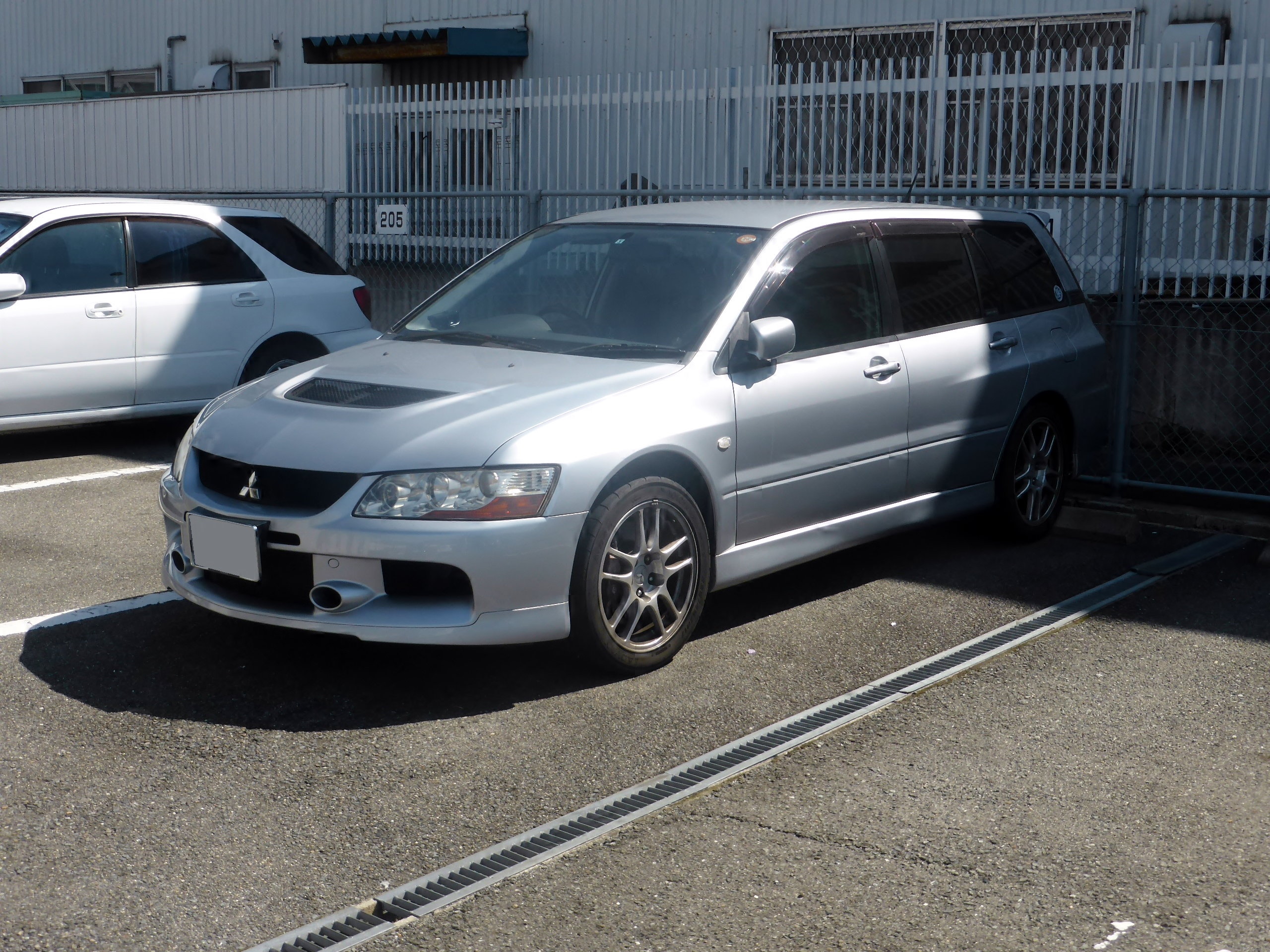
GT-A

### ランサーエボリューションMIEV

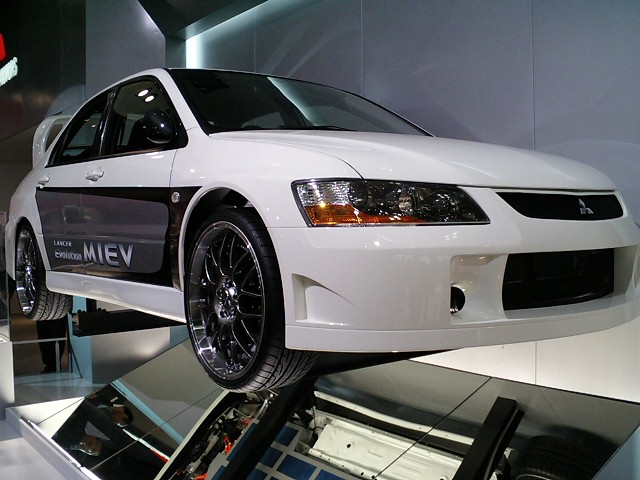
ランサーエボリューションMIEV

エボIXをベースに改造が施され、四輪すべてにインホイールモーターを搭載する試作電気自動車。MIEVはMitsubishi In-wheel motor Electric Vehicleの略称。2005年に発表され、ナンバープレートを取得して公道での走行を含む試験が行われた。
四輪全てにモーターを搭載する四輪駆動車で、エンジンやトランスミッションを搭載しないためボンネット内には何も搭載されていない。電池にはジーエス・ユアサコーポレーションのリチウムイオン二次電池を使用し、モーターは東洋電機製造と三菱自動車の共同開発したもの。このモーターはアウターローター方式を採用しており、通常のモーターとは違ってドーナツ型をしている。電池の発生する直流をインバーターで交流にして電源にする。内装は一般的なオートマチックトランスミッション車とほぼ変わりなく、シフトレバーもエボVII GT-Aと同様のものが採用されている。リアウイングは、ランサーWRC05仕様と同形状のものを採用。

#### 性能
- モーター - 50 kWインホイールモーター×4基[79]
- 最高出力 - 200 kW (50 kW×4、270 PS)[79]
- 最高トルク - 517 N-m (52.8 kg-m)[79]
- 最高速度 - 180 km/h（速度リミッターがかかるため）[79]

## ランサーエボリューションX（2007年 - 2015年）
2007年4月26日に発表され、同年10月1日発売（SSTモデルは同年11月下旬発売）。型式名“CBA-CZ4A”、通称“エボX”。キャッチコピーは“その進化は、一瞬で次代を抜き去る。”。2007年度の目標販売台数は4,000台と発表されている。ランサーエボリューションはそれまで期間や台数を限定した生産が行われてきたが、本モデルで初めてカタログモデルとなった。
2005年の東京モーターショーにて、ベース車となるランサー（日本名：ギャランフォルティス）のプロトタイプ『Concept-X』および『Concept-Sportsback』を発表。その後、2007年3月のデトロイトモーターショーで市販モデルの発表と、次期ランサーエボリューションのプロトタイプとなるコンセプトカー『Prototype-X』が展示された。
ボディモノコックはギャランフォルティスと共有する。サスペンションがメンバーから違うものになっており、前輪が15 mm前に出たが、バンパーで前後オーバーハングを切り詰めて全長を75 mm短くしている。また全高もアルミルーフの採用とロールセンターの低下により10 mm低くし、リアとフロントのフェンダー、トレッドを拡大して走行安定性を高めた。ボディフレームにはギャランフォルティス同様、最高で980 MPa級の高張力鋼を使用している。
トランスミッションにはオーソドックスな5速MTのほか、前モデルで採用されていた6速MTに代わり新開発の6速DCT「Twin Clutch SST（TC-SST）」を新たに設定。クラッチペダルを持たない2ペダルMT方式のため、法律上はAT車扱いとなりオートマチック限定免許でも運転が可能となっている。ランエボシリーズではエボⅦGT-Aに次ぐ2例目のAT車である。
エンジンはこれまでの4G63型ではなく、ワールドエンジンであるオールアルミブロックの4B11型を搭載。重量が軽量化されたことに加え、ヨーモーメントの低減に大きく寄与している。MIVECとの組み合わせによりトルクは422 N-m (43.0 kg-m) となった。なお、自動車馬力規制が解除された後も「無駄な出力競争を避けるため」として最高出力は206 kW （280 PS）に留められていたが、2008年10月に行われた1回目のマイナーチェンジで300 PSに高められた。
4WDシステムは新開発の車両運動統合制御システム「S-AWC」が搭載される。エクステリアではジェット戦闘機をモチーフにデザインされた大きく開いたフロントグリル「ジェットファイターグリル」が特徴的である。
モデルは街乗りに主眼を置いた「GSR」と、競技ベース車となる「RS」の2モデル。GSRは6速SSTと5速MT、RSは5速MTのみがラインナップされる。競技ベース車のRSは、GSRに標準装備されている助手席エアバッグやフルオートエアコンが省略され、ヘッドライトもGSRのディスチャージヘッドランプに対して安価なハロゲンランプになっているなど、価格と重量を抑えている。
2008年7月3日
同年10月より韓国・ソウルの総輸入販売代理店であるMMSKコーポレーションを通じて韓国国内で販売すると発表。販売されるのはツインクラッチSST搭載モデルのみ。
2008年10月9日
マイナーチェンジ。リアコンビランプのエクステンション部をレッド塗装からブラック塗装に変更し、エンジンは280 PSから300 PSに出力アップされた。その他、RS以外のインテリアや機能性もいくつか向上された。またBBSのホイールや本革レカロシート、HDDナビゲーションを標準装備し静寂性や運動性能を高めた新グレード「GSR-Premium」を追加した。キャッチコピーは“To The Premium Driving”となり、全体的に高級感を高めた改良となった。
2009年10月8日
マイナーチェンジ（2010年モデル）。キャッチコピーは、“唯一無二の才能を、この手に。”。主に、サイドスカートの大型化や、樹脂製のエンジンヘッドカバーの採用で約1.5 kgの軽量化などが行われた。グレード体系も見直され、GSR-PremiumからMT仕様が廃止された。機能面では、一定速度で走行するクルーズコントロール機能をGSR-Premiumに標準装備、GSRにはオプション設定とした。静粛性にも改良が加えられており、RS以外のフロントウインドウに遮音ガラスが採用された。インテリアでは、メーター部に車両の情報を表示するマルチインフォメーションディスプレイのカラー化など。他に、RSを除いたエアコンダイヤルのクロームメッキ化や、夜間乗降時の照明やワイパーの機能に手が加えられた。また、リアウイングをレスオプションにできるようになった。また中谷明彦によればMT車のみ320 PSにする計画があったがリーマン・ショックによる景気後退でペンティングされ300 PSにとどめざるを得なかった。
2010年10月8日
マイナーチェンジ（10月21日販売開始）。高着火性点火プラグの採用やエンジン制御、触媒の仕様を見直したことで、JC08モード対応の「平成17年基準排出ガス50%低減レベル (☆☆☆)」に適合するとともに加速レスポンス、燃費も向上。Twin Clutch-SST車は制御見直しを行い、変速レスポンスの向上や減速時のスキップシフトを可能にしたことで、よりドライバーのフィーリングにあった変速が可能となった。また、「RS」以外のグレードではブレーキアシスト機構をペダル踏力・踏込み速度感応型に変更、ドアの不正開放や車内への不正侵入、車両の不正移動、ジャッキアップなどによるタイヤ盗難、バッテリーケーブルの切断などの異常を感知し、セルフバッテリー内蔵サイレンの吹鳴とハザードランプが点滅して知らせるプレミアムセキュリティアラーム（サッチャム準拠の盗難発生警報装置・国土交通省許可品）、低燃費運転をアシストするECOランプを追加した。さらに、「GSR-Premium」は7インチワイドディスプレイHDDナビゲーション (MMCS) に地上デジタルチューナーを新たに内蔵し、携帯電話や音楽プレーヤーなどの外部機器をMMCSのタッチパネル・ステアリングオーディオのリモコンスイッチ・ボイスコマンド機能で操作できるリンクシステムを追加。ロックフォードフォズゲート プレミアムサウンドシステムのトータル出力を向上 (650 W→710 W) し、より迫力のあるサウンドを楽しめるようになった（MMCSおよびロックフォードフォズゲート プレミアムサウンドシステムは「GSR」にもメーカーオプションで装備可能）。なお、2010年モデルで一部採用された遮音ガラスは廃止された。合わせて、今回の一部改良モデルより、5年目以降の車検入庫時に保証延長点検（24か月定期点検相当）を受けることを条件に適用される「最長10年10万km特別保証延長」の対象車種となった。
2011年10月20日
マイナーチェンジ（10月27日販売開始）。
走行中にアクセルペダルとブレーキペダルを同時に踏んだ場合、ブレーキを優先するブレーキオーバーライド制御を全車に採用。内装では、RSを除き、アクセントパネルをグロスブラック塗装に変更し、フロントドアトリム上部をソフトパッド、中央部をソフトレザーとした。また、シフトポジションを「R」にすると、ルームミラー内蔵の3.3インチカラー液晶モニターが後方の様子を映し出して安全な後退・駐車をサポートする「リアビューモニター付ルームミラー（自動防眩機能付）」を、メーカーオプションとして設定した。
2012年10月10日
マイナーチェンジ。
「GSR」・「GSR-Premium」でボディカラーの見直しを行い、「ライトニングブルーマイカ」に替わって「コズミックブルーマイカ」を追加設定。「GSR」・「GSR-Premium」にメーカーオプション設定されているMMCSは高解像度・高精細WVGAモニターを搭載した多機能メモリーナビゲーションなどで構成される新型に更新し、ロックフォードフォズゲート プレミアムサウンドシステムには「DTS Neural Surround」などの新機能を採用した。また、「GSR」には6.1インチQVGAタッチパネルを採用し、駐車場などの後退時にリアビューカメラから後方の映像を確認できるディスプレイオーディオをメーカーオプションに追加した。
なお、この変更と同時にパジェロから5MT仕様が廃止され、2013年6月にはeKからもMTが廃止されたため、本車が三菱唯一のMT乗用車となった。
2014年3月28日
三菱自動車は、ランサーエボリューションを現行モデル限りで生産を終了することを明らかにした。
イギリスで販売終了記念車「FQ-440 MR」を40台限定で発売。同モデルではHKS製ターボチャージャー・Janspeed製吸排気系パーツなどが標準装備され、エンジン出力が440 ps / 57 kg・mに引き上げられた。価格も5万ポンド（約845万円）と高めに設定されたが、販売開始からわずか60分で完売した。
2014年6月2日
北米市場向けに、ランサーエボリューションの2015年モデルを7月から生産開始する方針が明らかになる。このため北米市場に限っては当面の間現行車種として生き長らえることになった。
2014年7月10日
一部改良（SST車は8月1日販売開始）。
ドアミラーをウィンカー付に変更し、フロントのドアトリムにステッチを追加。ボディカラーは「コズミックブルーマイカ」と入れ替えで「ライトニングブルーマイカ」が復活した。
MT車の競技用ベースグレード「RS」を9月で廃止、SST車は2014年度中に生産終了することが発表された。これに伴い、SST車は成約記念として「Twin Clutch SST FINAL」と打刻されたアクセントスカッフプレートとシリアルナンバー入りプレートが進呈され、販売店で装着される（シリアルナンバー入りプレートはシフトパネルに装着）。
2014年12月下旬
SST車が生産終了、以後は在庫のみの販売となる。なお5MT車は2015年8月まで継続生産された。
| グレード       | 販売年                  | エンジン型式           | エンジン                      | 排気量   | 最大出力           | 最大トルク             | 変速機 | 車重     |
| -------------- | ----------------------- | ---------------------- | ----------------------------- | -------- | ------------------ | ---------------------- | ------ | -------- |
| RS             | 2007年10月 - 2008年10月 | 4B11 MIVEC（ICターボ） | 直列4気筒DOHC16バルブICターボ | 1,998 cc | 280 ps / 6,500 rpm | 43.0 kg・m / 3,500 rpm | 5速MT  | 1,420 kg |
| RS             | 2008年10月 - 2014年7月  | 4B11 MIVEC（ICターボ） | 直列4気筒DOHC16バルブICターボ | 1,998 cc | 300 ps / 6,500 rpm | 43.0 kg・m / 3,500 rpm | 5速MT  | 1,420 kg |
| GSR            | 2007年10月 - 2008年10月 | 4B11 MIVEC（ICターボ） | 直列4気筒DOHC16バルブICターボ | 1,998 cc | 280 ps / 6,500 rpm | 43.0 kg・m / 3,500 rpm | 5速MT  | 1,520 kg |
| GSR            | 2008年10月 - 2015年7月  | 4B11 MIVEC（ICターボ） | 直列4気筒DOHC16バルブICターボ | 1,998 cc | 300 ps / 6,500 rpm | 43.0 kg・m / 3,500 rpm | 5速MT  | 1,530 kg |
| GSR            | 2007年11月 - 2008年10月 | 4B11 MIVEC（ICターボ） | 直列4気筒DOHC16バルブICターボ | 1,998 cc | 280 ps / 6,500 rpm | 43.0 kg・m / 3,500 rpm | 6速SST | 1,540 kg |
| GSR            | 2008年10月 - 2015年3月  | 4B11 MIVEC（ICターボ） | 直列4気筒DOHC16バルブICターボ | 1,998 cc | 300 ps / 6,500 rpm | 43.0 kg・m / 3,500 rpm | 6速SST | 1,550 kg |
| GSR プレミアム | 2008年10月 - 2009年10月 | 4B11 MIVEC（ICターボ） | 直列4気筒DOHC16バルブICターボ | 1,998 cc | 300 ps / 6,500 rpm | 43.0 kg・m / 3,500 rpm | 5速MT  | 1,580 kg |
| GSR プレミアム | 2008年10月 - 2015年3月  | 4B11 MIVEC（ICターボ） | 直列4気筒DOHC16バルブICターボ | 1,998 cc | 300 ps / 6,500 rpm | 43.0 kg・m / 3,500 rpm | 6速SST | 1,600 kg |

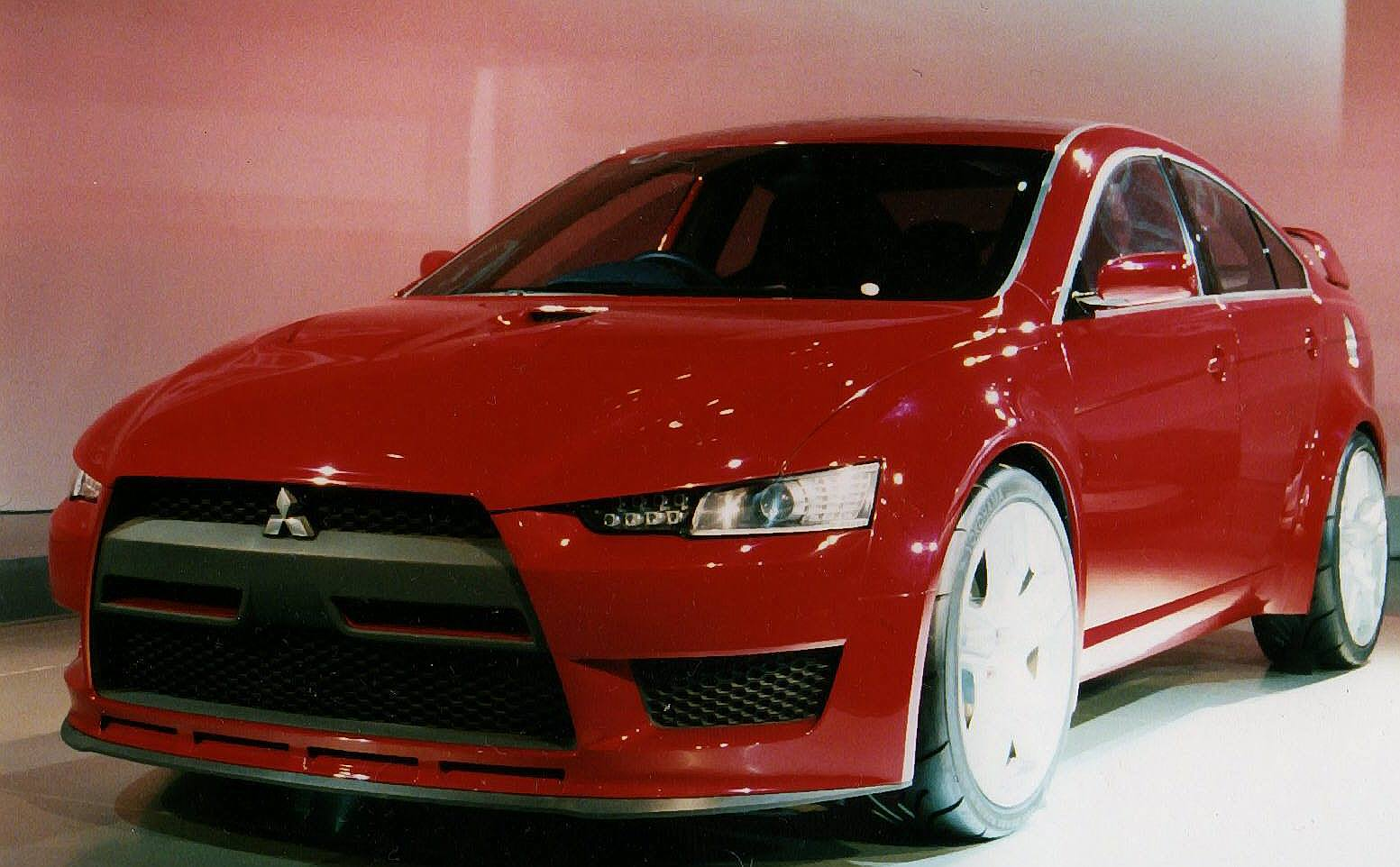
Concept-X
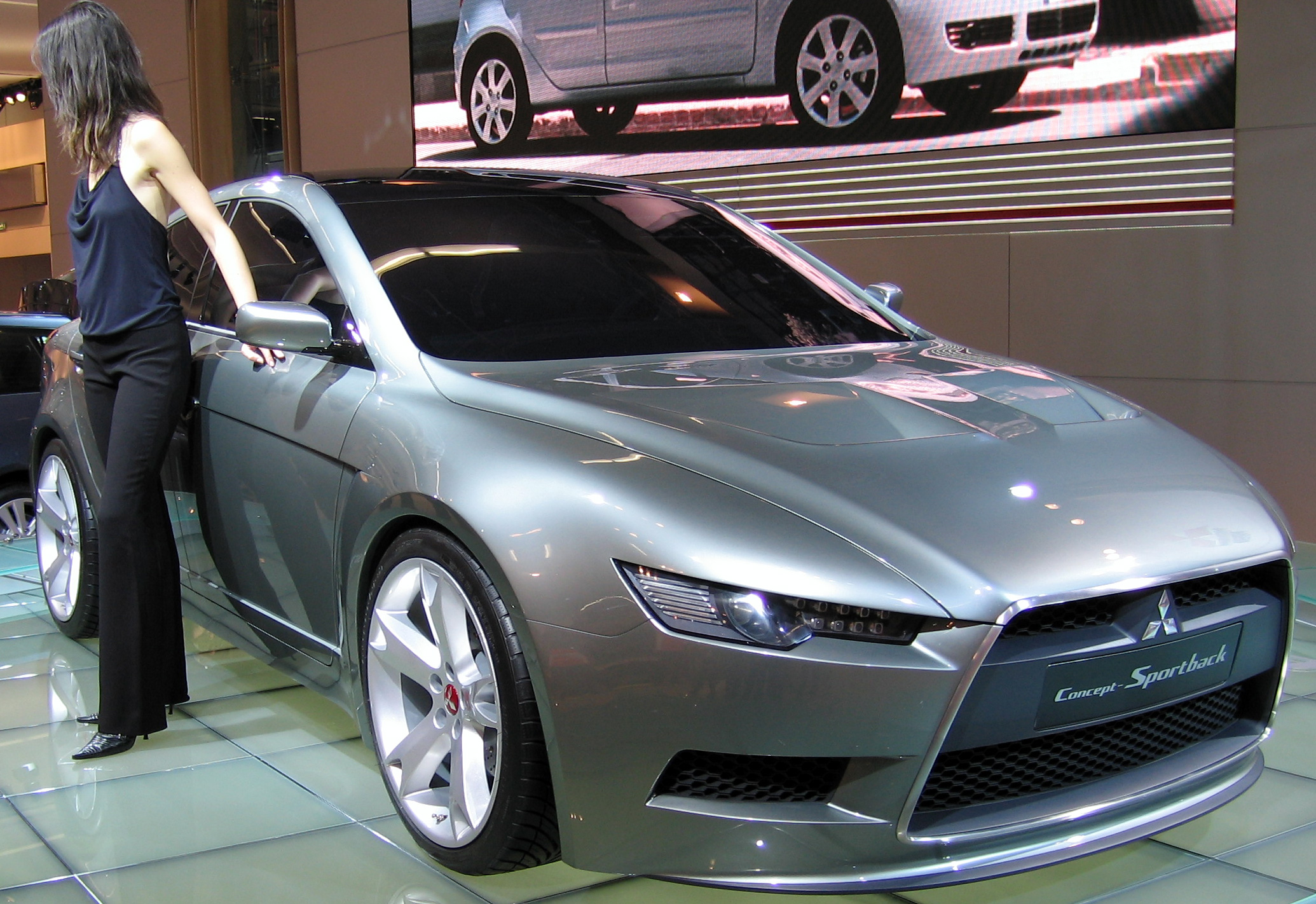
Concept-Sportsback
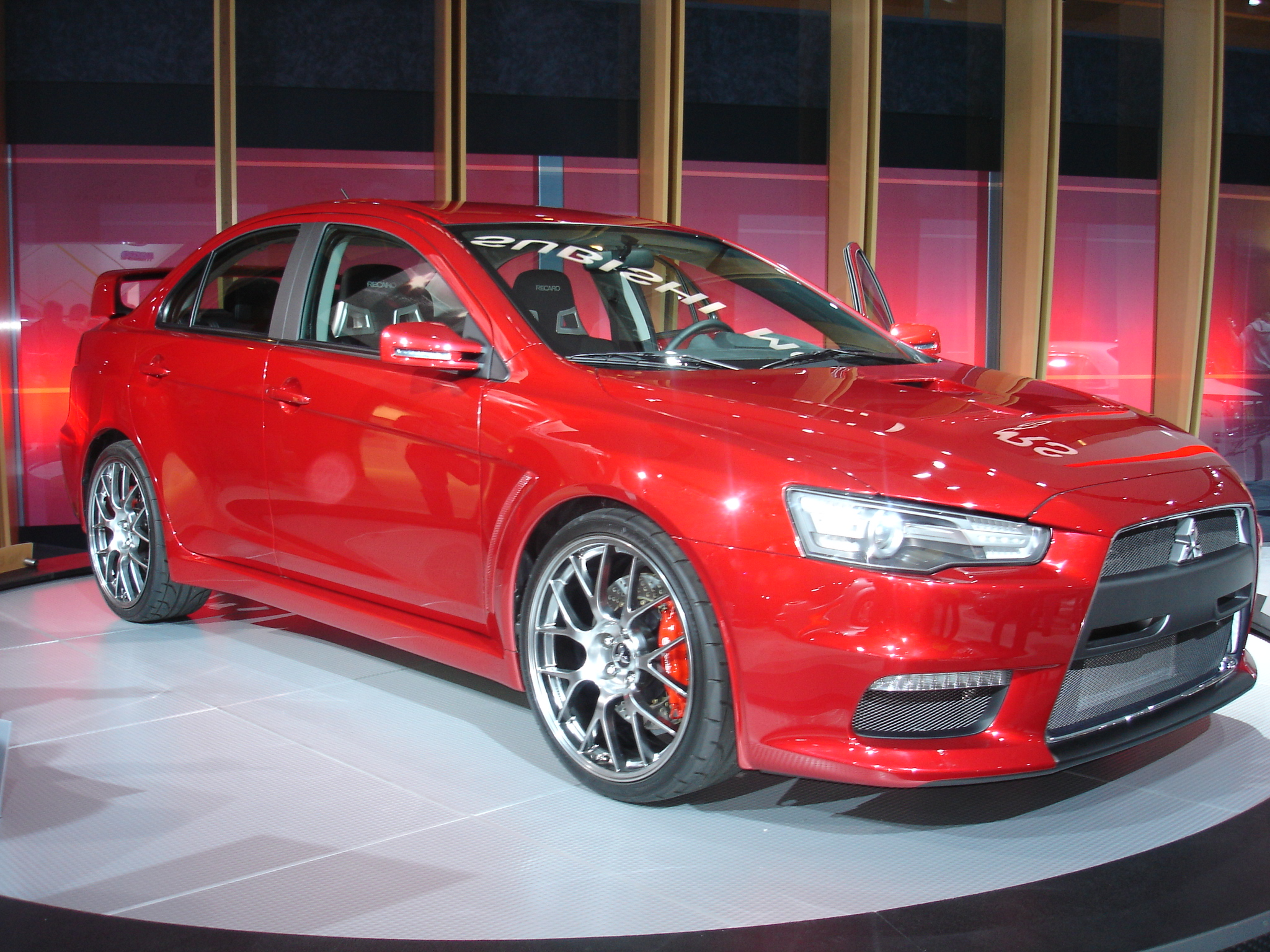
Prototype-X

## ランサーエボリューション ファイナルエディション（2015年 - 2016年）
2015年4月10日、三菱自動車はランサーエボリューションXの特別仕様車「ランサーエボリューション ファイナルエディション」を8月に発売することを発表し、先行予約の受付を開始した。
本モデルは1,000台の限定販売で、販売台数に達した時点で予約の受付を終了。また、「ファイナルエディション」の発売をもって日本国内での「ランサーエボリューションX」の生産・販売を終了することも発表された。これは同時に、日本国内市場において乗用車、及び自社生産車種のラインナップからランサーの名前が消滅するだけでなく日本国内での自社開発によるセダン市場から完全撤退する事も意味している。“走りに生きた、という誇り。”のキャッチコピーが示す通り、これがランサーエボリューションシリーズはもとより、ランサーシリーズの集大成となる。
「GSR」の5MT車をベースに、外観はフロントグリルモールをダーククロームメッキに、バンパーセンターとボンネットフードエアアウトレットをグロスブラック塗装に、BBS社製18インチ鍛造軽量アルミホイールをダーク調塗装に変更。ボディカラーは5色を設定するとともに、メーカーオプションとしてルーフ部をブラック塗装とした2トーンカラーも設定している。内装は基調色をブラックで統一し、RECARO社製レザーコンビネーションシート、ステアリングホイール、シフトノブ、パーキングレバー、フロアコンソールリッドにレッドステッチを施した。
エンジンにはナトリウム封入エキゾーストバルブを追加することで最高出力を向上させたほか、ベースグレードではメーカーオプション設定となっているハイパフォーマンスパッケージを標準装備した。
その他、リアトランクに「Final Edition」のエンブレムを、フロアコンソールにはシリアルナンバープレートをそれぞれ装着し、マルチインフォメーションディスプレイのオープニング画面には「Final Edition」を表示する専用仕様を施した。
2015年8月20日
前述の特別仕様車「ランサーエボリューション ファイナルエディション」において、限定台数の1,000台が完売となり、納車を開始したことを発表。2016年春までに順次納車された。
2016年4月18日
販売終了。同時に三菱自動車ホームページのカーラインナップへの掲載終了。
| グレード               | 販売年                | エンジン型式           | エンジン                      | 排気量   | 最大出力           | 最大トルク             | 変速機 | 車重     |
| ---------------------- | --------------------- | ---------------------- | ----------------------------- | -------- | ------------------ | ---------------------- | ------ | -------- |
| ファイナルエディション | 2015年8月 - 2016年4月 | 4B11 MIVEC（ICターボ） | 直列4気筒DOHC16バルブICターボ | 1,998 cc | 313 ps / 6,500 rpm | 43.7 kg・m / 3,500 rpm | 5速MT  | 1,530 kg |

## モータースポーツでの活動

### WRC
1992年にデビューしたランサーエボリューションはランサーGSRおよびRSのバリエーションであり正式にはGSR及びRSエボリューションだった。これは当時のWRCホモロゲーションに合致するグループAのラリーカーを作成するために必要な措置で、この状況はエボVI TMEまで続いたが、エボVIIからは独立した車種のランサーエボリューションとして発売され、そのグレードとしてGSR・RSおよびGTが設定された。WRカーに移行した当初の2001年 - 2002年まではランサーエボリューションWRCを名乗ったが、ホモロゲーションの制約などから通常のランサー（ランサーセディア）のホワイトボディから車両は作成された。
1993年
ラリー・モンテカルロからWRCに参戦した「エボI」は、当初苦戦を強いられたものの、改良を重ねたモデルを投入して参戦を重ねた結果、トップレベルの競争力を発揮できるようになっていく。
1995年
スウェディッシュラリーにてケネス・エリクソンがドライブする「エボII」でランエボシリーズ初のWRC総合優勝を飾る。
1996年
三菱独自の電子制御アクティブディファレンシャルシステムの熟成により、急速に戦闘力が高まりつつあった「エボIII」にてトミ・マキネンが5度の優勝を飾り、年間ドライバーズチャンピオンを獲得し快進撃が始まる。グループNでもタイトルを獲得した。
1997年以降
その後フルモデルチェンジを行い、シーケンシャルシフトなどを導入した「エボIV」、WRカーに対抗すべくトレッド幅を拡大し戦闘力を高めた「エボV」、「エボV」をさらに熟成した「エボVI」を駆ったトミ・マキネンにより1996年 - 1999年にWRCドライバーズタイトルを4連覇、1998年にはトミ・マキネンとリチャード・バーンズのコンビで悲願のWRCマニュファクチャラーズタイトルを獲得した（1998年はグループNもランエボが優勝を納めているのでWRC完全制覇を成し遂げた）。
しかし、WRCは1997年にグループAより改造範囲の広いワールドラリーカー（WRカー）規定が導入され、各社がWRカー規定に移行する中、三菱は「市販車をベースにWRCに参戦する」という当初からの目的もあり、グループA規定にこだわりを見せていたが、改造範囲がより幅広いWRカーが競争力を獲得すると次第にグループAの枠内では対抗しきれなくなっていってしまう。
2000年はマニュファクチャラーズ4位、ドライバーズ5位に終わった。第13戦オーストラリアで2001年にWRカーへ移行することを明らかにした。
2001年
シーズン開幕からエボVIで参戦し、第1戦ラリー・モンテカルロ、第3戦ラリー・ポルトガル、第8戦サファリラリーで優勝したが、第10戦ラリー・ニュージーランドを最後にWRカーへ移行したため、WRC史上最後のGr.A車両である「ランサーエボリューション」をベースにしたワークスマシンの系譜は終焉を迎えた。
第11戦サンレモラリーから三菱初のWRカー、ランサーエボリューションWRCへと移行した。トミ・マキネンは以降の4戦中3戦でリタイヤするなど苦戦しながらも最終戦までドライバーズチャンピオンを争うものの、その年のマニュファクチャラーズ、ドライバーズランキングは3位で2001年シーズンを終える。なおこの「ランサーエボリューションWRC」はランサーセディアのホワイトボディから改造を施したもので、外観は市販車のエボVIIに酷似しているがFIA規定上では別車種である。これはFIAからランサーエボリューションがランサーの派生モデルとは認められず、25,000台の生産を必要とされてホモロゲーションを取得できなかったためである。
2002年
トミ・マキネンがスバルへ移籍し、フランソワ・デルクールとアリスター・マクレーを新たなドライバーとして迎え、ラリー・フィンランドからは「ランサーエボリューションWRC2」を投入するが熟成された他メーカーのWRカーに歯が立たず、三菱のWRカーは1度も表彰台に立つこともなく2003年にニューマシン開発のために一旦活動を休止する。2003年はアリスター・マクレーがラリー・ニュージーランドにスポット参戦し6位入賞した。なお同年、かつて三菱に在籍していたトミ・マキネンがこの年限りで現役引退を表明している。
そして、2004年に「ランサーWRC04」でWRCへの参戦を再開する。この年から三菱に移籍したジル・パニッツィが初戦で6位入賞し、所々でSSトップタイムを刻むなど速さをみせたが、ラリードイチュランドで2004年度の活動を休止する。
2005年
「ランサーWRC05」にマシンをスイッチし、ジル・パニッツィ、ハリ・ロバンペラ、ジャンルイジ・ガリのドライバーラインナップでシーズンに臨んだ。ジル・パニッツィがラリー・モンテカルロで3位表彰台、ハリ・ロバンペラが最終戦ラリーオーストラリアで2位表彰台に立つなど復活の兆しを見せた。
しかし、2005年12月、三菱は2006年のWRCワークス活動休止を発表。理由は、前年に発覚したリコール隠し等により業績が悪化した三菱自動車工業の経営を立て直すべく、自社の再生計画を優先的に行うためとなっている。WRC復帰時期は、再生計画が終了する2008年以降をメドとする予定であった。しかし、2008年下半期に起こった世界的経済後退やレギュレーション改定の影響があってか、2019年時点でも、WRC復帰の噂は上がっていない。加えてラリーアートが清算、ホームページも閉鎖されたため撤退扱いとなっており、復帰の可能性は極めて低い。また、一時次期ランサーのボディが大型化されるためコルトベースの車両、通称コルトエボリューションが登場するという情報もあったが、実際には登場しなかった。
ただし、ワークス活動を休止した2006年シーズンにもプライベーターが「ランサーWRC05」をレンタルして出場し、ポイントを獲得するなどの活躍を見せている他、グループNマシンで競われるプロダクションカー世界ラリー選手権 (PWRC) でもエボIXを駆る奴田原文雄がラリー・モンテカルロで日本人初優勝を成し遂げ、同年のラリージャパンではエントリー数の約3割がランエボで占めており、ラリーでの人気、パフォーマンスが衰えていないことを証明している。
2008年
ランエボIXの年となる。開幕戦のラリー・モンテカルロから第15戦のラリージャパンまで、プロダクションカー世界ラリー選手権 (PCWRC) を含むグループNクラスにおいて、スバル・インプレッサやプジョー・207S2000を差し置いて優勝している。また、PCWRCが併催されていないモンテカルロやドイツ等でも優勝している。
2010年以降
2012年を以ってPWRCが消滅した現在も規則上WRCとWRC2で出走可能で、多数のプライベーターがスポット参戦している。しかしWRカーやグループR5には戦闘力で全く敵わないため、2016年以降フル参戦で使用する競技者はいなくなった。
グループNや、グループNの改造範囲を緩和したグループR4仕様のランサーは現在もAPRCやERCなどの地域ラリーで見られるが、こちらもグループRally規定やライバル車の台頭により大きく数を減らしている。

### 日本国内
- スーパー耐久シリーズ（通称：S耐）では、RSをベースにノーマルエンジンかつ純正タービンながら、予選では最大過給圧2.3 kg/cm2、決勝では耐久性を考え1.7 kg/cm2で走行している。今まで、AYCなどのデバイスは耐久性などがレースでの使用に疑問視されていたが、スーパーAYCになってからはこれはドライバーの負担軽減なども含め雨の日のトラクション性能やアンダーステア対策には非常に有効なことからACD+スーパーAYC+スポーツABSを付け走行している。もちろん、ACDとAYCの油温上昇も避けられないので冷却用のオイルクーラーが必要になる。
  - 2006年の第3戦にあたる十勝24時間レースでは、エボワゴンがシリーズでは初のステーションワゴンとして参戦し、デビュー戦でクラス5位という実力を見せた。また同レースでは、黒いラリーアート仕様のエボワゴンがペースカー（マーシャルカー）に用いられている。
  - 2007年はランエボIX MRを駆る木下隆之、中谷明彦組が開幕戦から最終戦までの全戦で優勝した。そして、開幕戦の仙台ハイランドでは、雨と霧の影響で日産・フェアレディZやBMW・Z4といったFRのST1勢よりも速く、全体を通した総合優勝を飾った。
  - 2008年は前年発売のランエボXが初出場し、第2戦および第3戦で優勝したものの、以後エボIXの優勝が続いた。この年はインプレッサはスポット参戦に留まり、ST2の全戦参加は全車がランエボというワンメーカー状態となった。
- JAF主催の全日本ジムカーナ選手権では4WDターボクラスであるN4・SA3の両クラスでは約8 - 9割ランサー勢が占め、同じく全日本ダートトライアル選手権においても4WDターボクラスであるN3・SA2両クラスの約8 - 9割がランサー勢で占めており、競技車両としての人気が高いことを証明している。
- 2007年よりD1GPに熊久保信重がFR化したエボIXで出場を開始した[注釈 14]。
- 2008年の全日本ラリー選手権にもランエボXが出場し、第2戦で初優勝を遂げたものの、先に国際デビューし、トラブル潰しが始まったスバル・インプレッサや、熟成され、しかも車体重量が軽いエボIXに圧倒され、最終戦でライバルがミス（スタートを早発）して逆転優勝したものの、総合チャンピオンにはなれなかった。優勝者は2回とも奴田原文雄。
- 2009年は東京オートサロンにおいて、D1GPの熊久保信重がランエボXの初走行を行い、2010年まで同車で参戦した。
- 奴田原文雄は2009年と2015年にランエボXで全日本ラリーの総合チャンピオンを獲得した。2020年に長年ランエボと奴田原を擁してきたタスカ・エンジニアリングがラリー活動から撤退したため、奴田原もこれを最後にランエボでのラリー活動を終えた。
- 岡山国際サーキットには、輸出仕様（左ハンドル）のランエボIXがセーフティカーとして配備されている。県内に三菱自工の工場（水島製作所）が所在する縁であり、リアウィングには「三菱自動車工業（株）水島製作所」と記されている。この他、同サーキットにはランエボワゴンがメディカルカーとして配備されているが、こちらは岡山三菱自動車販売（岡山県下の三菱ギャラン店、現・西日本三菱自動車販売）からの寄贈である。

### ストックカー・ブラジル
2005年、ストックカー・ブラジルにシボレー以外のメーカーとして史上初めて三菱が参戦。外観の意匠はランサーエボリューションVIIIのものを用いているが、規則に従い共通の鋼管フレームに共通のシボレー製V8自然吸気エンジンを用いる。カカ・ブエノの手により2006年と2007年にチャンピオンを獲得するが、リーマン・ショックによる煽りで2008年限りで撤退した。

### ギャラリー

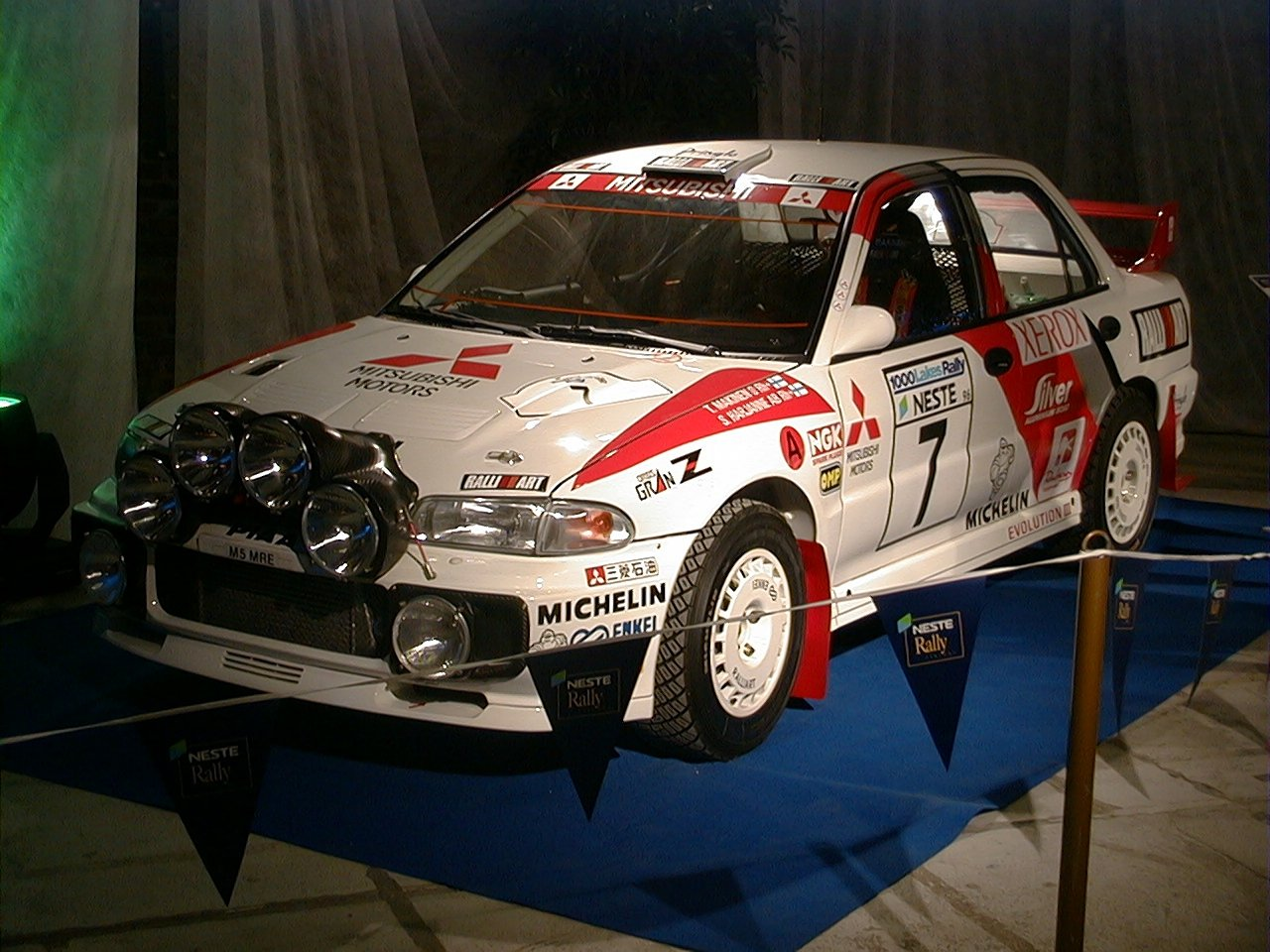
ランサーエボリューションIII 96年フィンランド優勝車
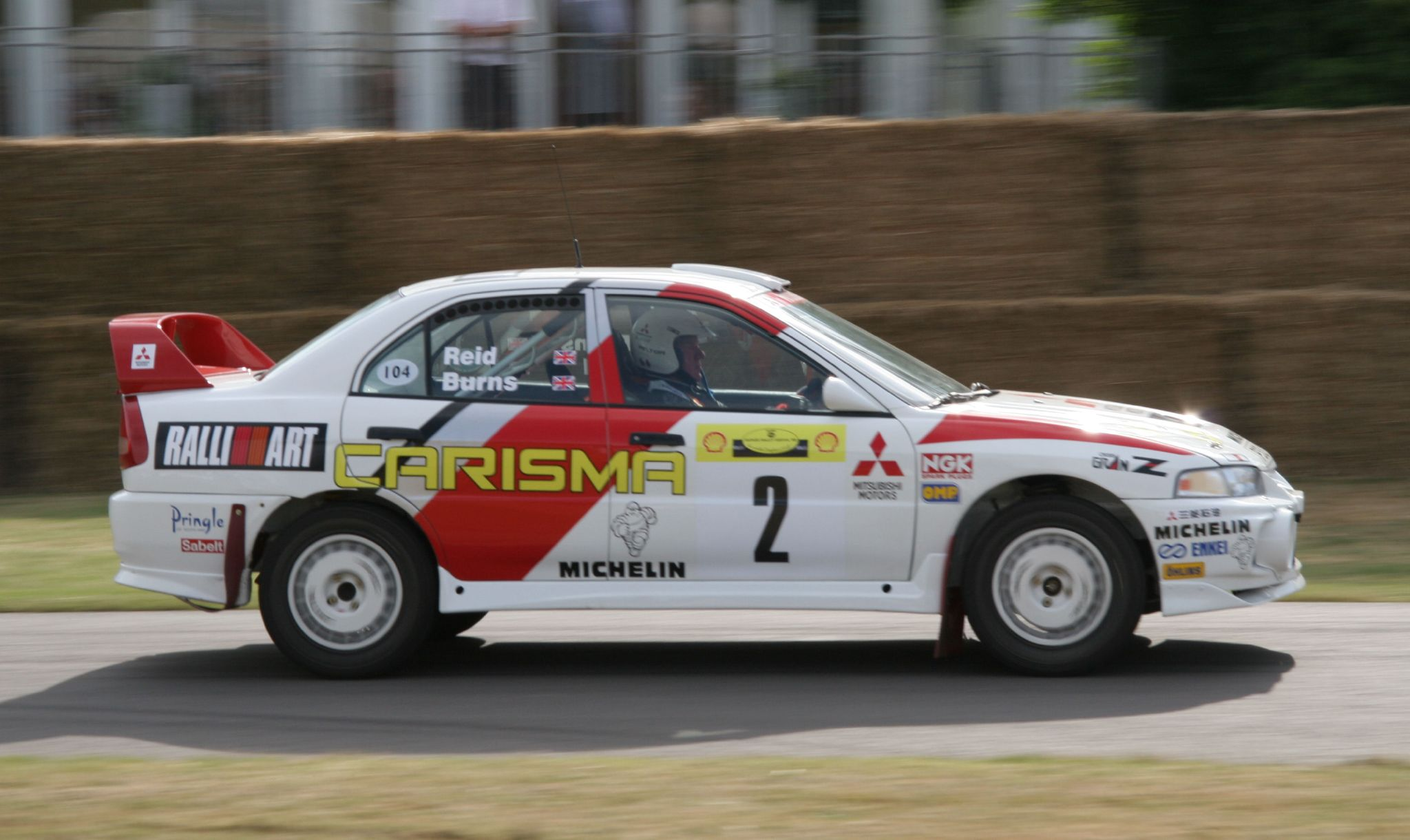
カリスマGT（エボIV）97年リチャード・バーンズ車
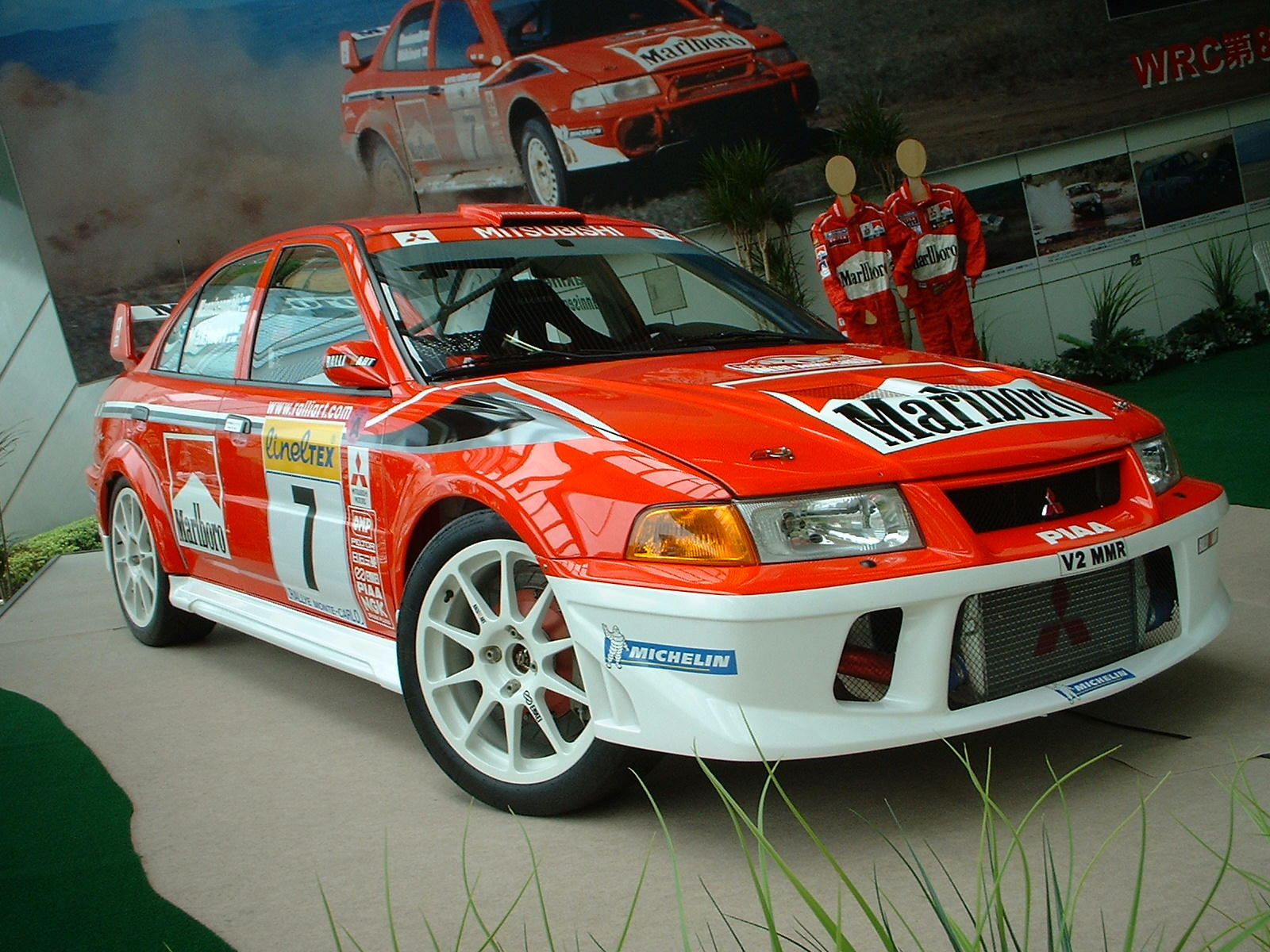
ランサーエボリューションVI （6.5）Gr.A 2000年
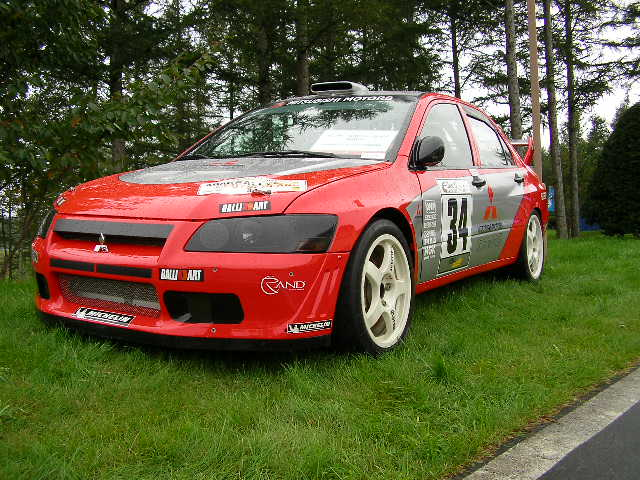
ランサーエボリューションWRC2
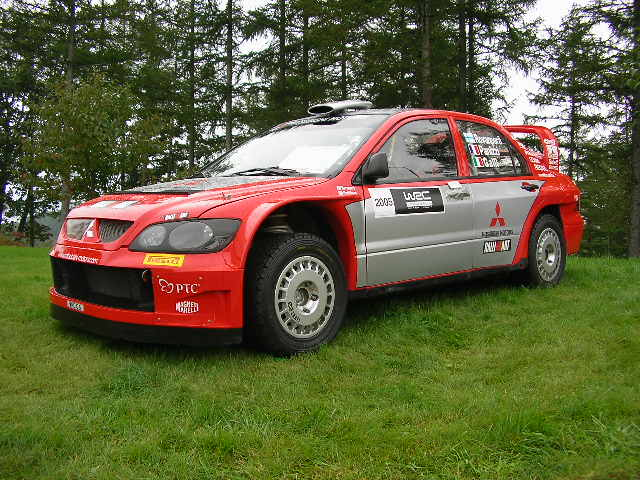
ランサーWRC04
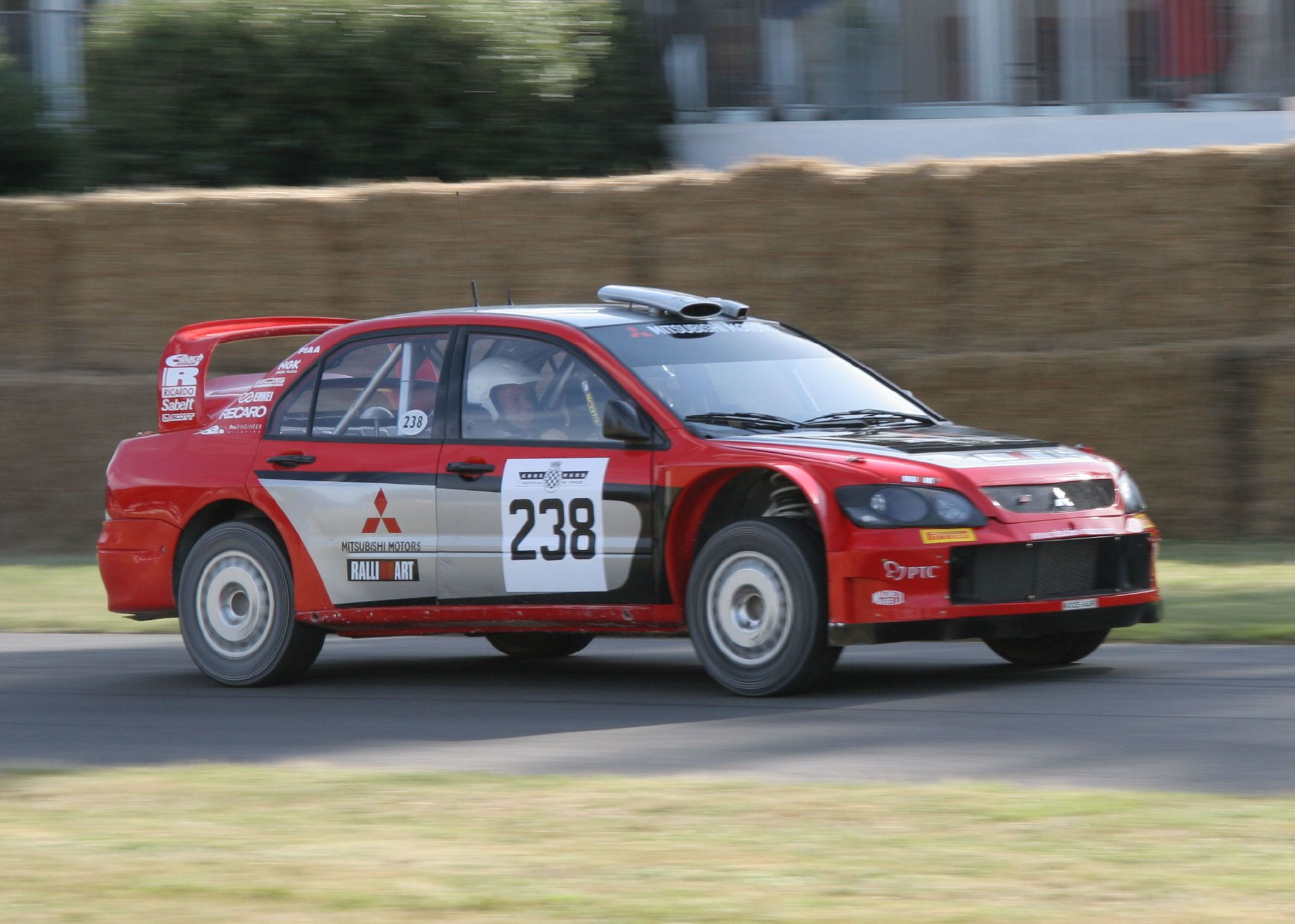
ランサーWRC05
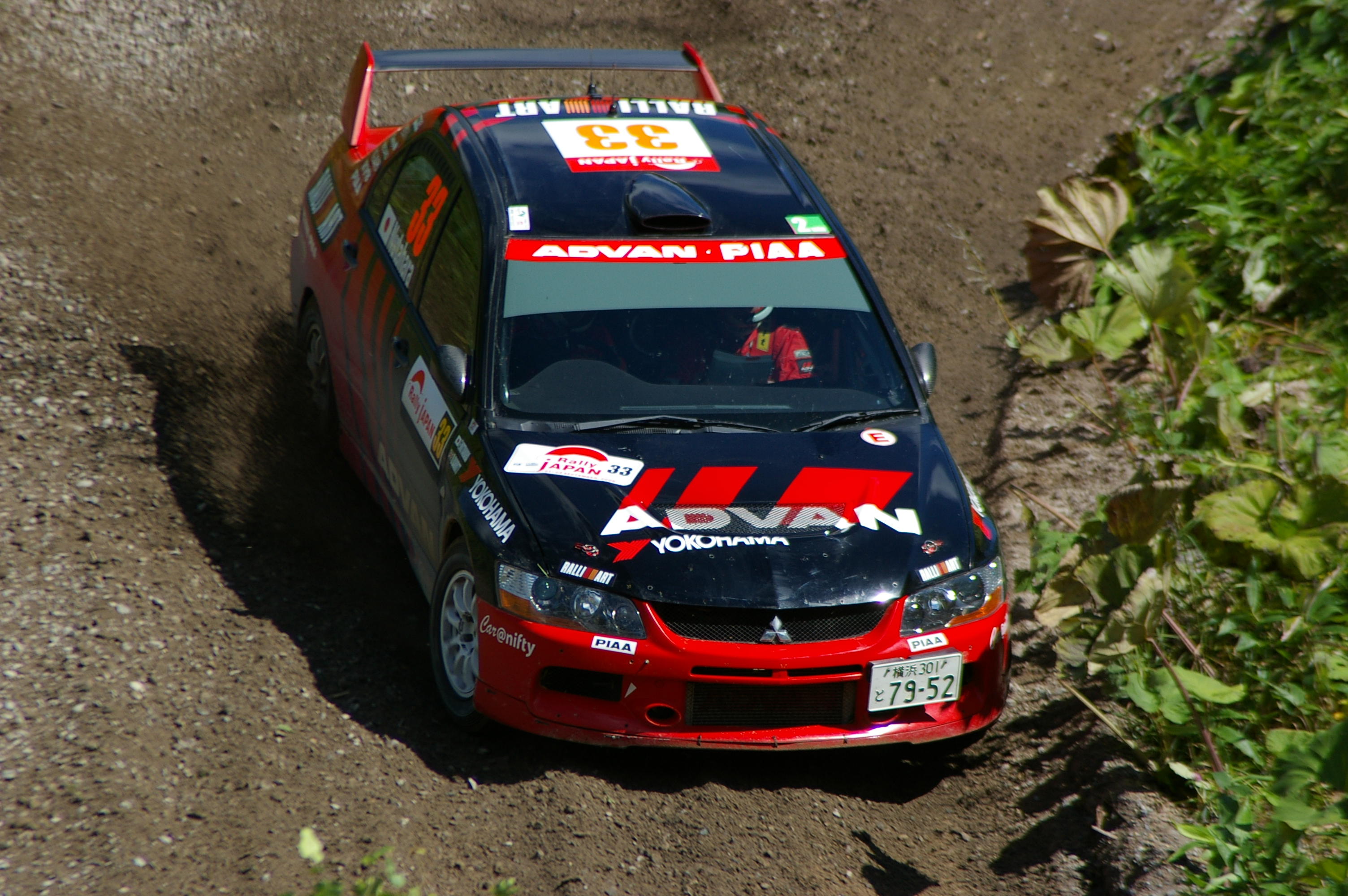
2006年 グループN仕様ランサーエボリューションIXラリージャパンの奴田原文雄
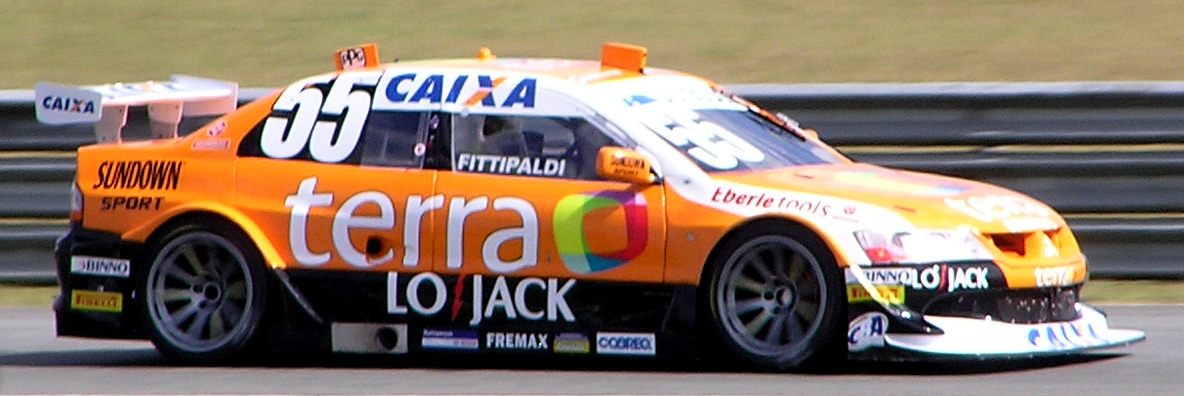
クリスチャン・フィッティパルディのドライブするストックカーのランサー（2006）
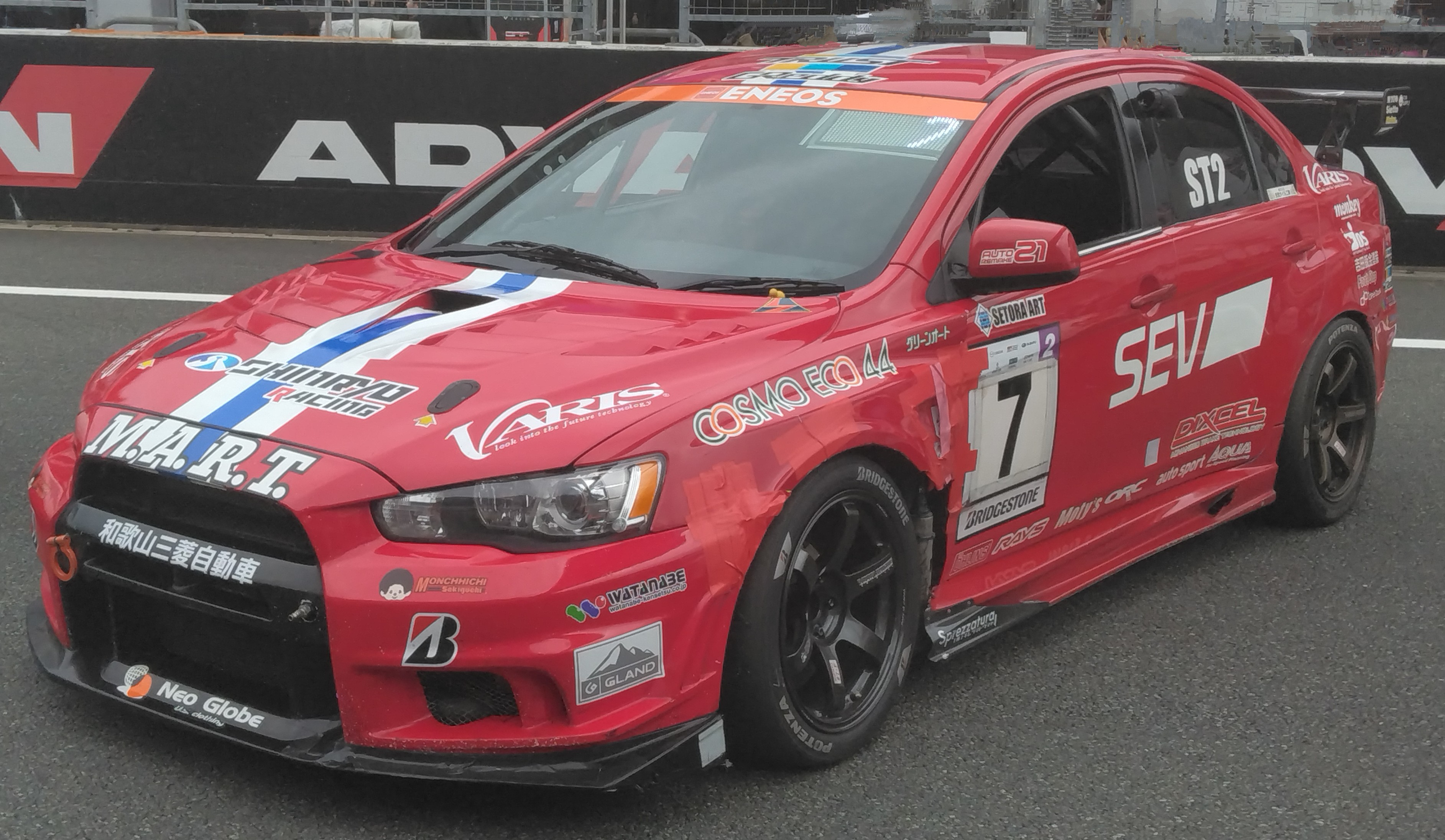
2025年富士24時間レース完走後グリッドウォークにて、シンリョウレーシングチームのランサーエボリューションX

## 日本国外での評価
WRCでの活躍などで、日本国外でも高い人気を得ている。そのため、エボVII以降は正規に輸出が行われている。
右ハンドルのイギリス・オーストラリア・ニュージーランド・マレーシア・シンガポール・香港などには、日本で使用されてきた中古のランエボが並行輸出されることもある。また、WRCでの常連であるシトロエン、プジョーも、自社の市販車に四輪駆動車を持たない関係から、ラリーステージの下見（レッキ）に行く際の車としてランエボを使用している。
大衆車であるランサーがベースで価格も300 - 450万円程度である本車両はスーパーカー扱いされることは多くないが、その性能からそれ同等であるかのように言われることがある。その例の一つにワイルド・スピードX2のDVDに収録された映像特典があり、その中でテクニカルアドバイザーのクレイグ・リーバーマンがランエボVIIに対し｢4ドアのスーパーカー｣と発言している。

## チューニングのベースとしてのランエボ
メーカーの手でチューニングされた車であるため、チューニングのベースとしても人気車種の一つに数えられる。軽量+コンパクト+ハイパワー+4WDという基本コンポーネントの高さが活き、テクニカルコースを中心にスーパーラップで大活躍している。特に筑波サーキットではHKS、サイバーエボ、JUN AutoMechanicの各チューニングマシンが歴代レコード記録を樹立している。軽量なハイパワー4WDというメリットを生かして、ドラッグレースに使用されることも多い。
また逆に、普通のランサーや同系のリベロ、ミラージュをランエボの外見にするドレスアップのケースも枚挙にいとまがない。これは当然のことながら日本に限ったことではなく、東南汽車・リオンセルやプロトン・ウィラ、アリーナ、インスピラなどの海外現地生産車種をベースにするケースもままあり、中には外見面のみならず現地で販売される普通のランサー/ミラージュや現地生産車種にランエボのドライブトレーンを移植してしまう例、場合によってはランエボのオーナーがクラッシュ、老朽化などを理由とした交換用のボディとしてミラージュや普通のランサーを用いる例も存在する。また、ワイルド・スピードX2でブライアンが乗っていたものも設定上ランエボⅦとされるが、テールランプ側面の形状から普通のランサーをエボ風にしたものであると判断できる。

## 車名の由来
- 「LANCER」は、英語で「槍騎兵」を意味する。「Evolution」は、英語で「進化」「発展」を意味する[108]。

グレード名
- 「GSR」は、「Gran Sport Racing[注釈 15]」を意味する。
- 「RS」は、「Rally Sport」を意味する。
- 「GT」は、「Grand Touring」を意味する。
- AT車のグレード名「GT-A」は、「Grand Touring Automatic」を意味する[109]。
- 高性能モデル「MR」は「Mitsubishi Racing」を意味する[110]。
- 英国向け特別仕様車｢FQ｣シリーズは｢ファッキン・クイック｣(クソ速い)の略である。[111]